# Боевой робот

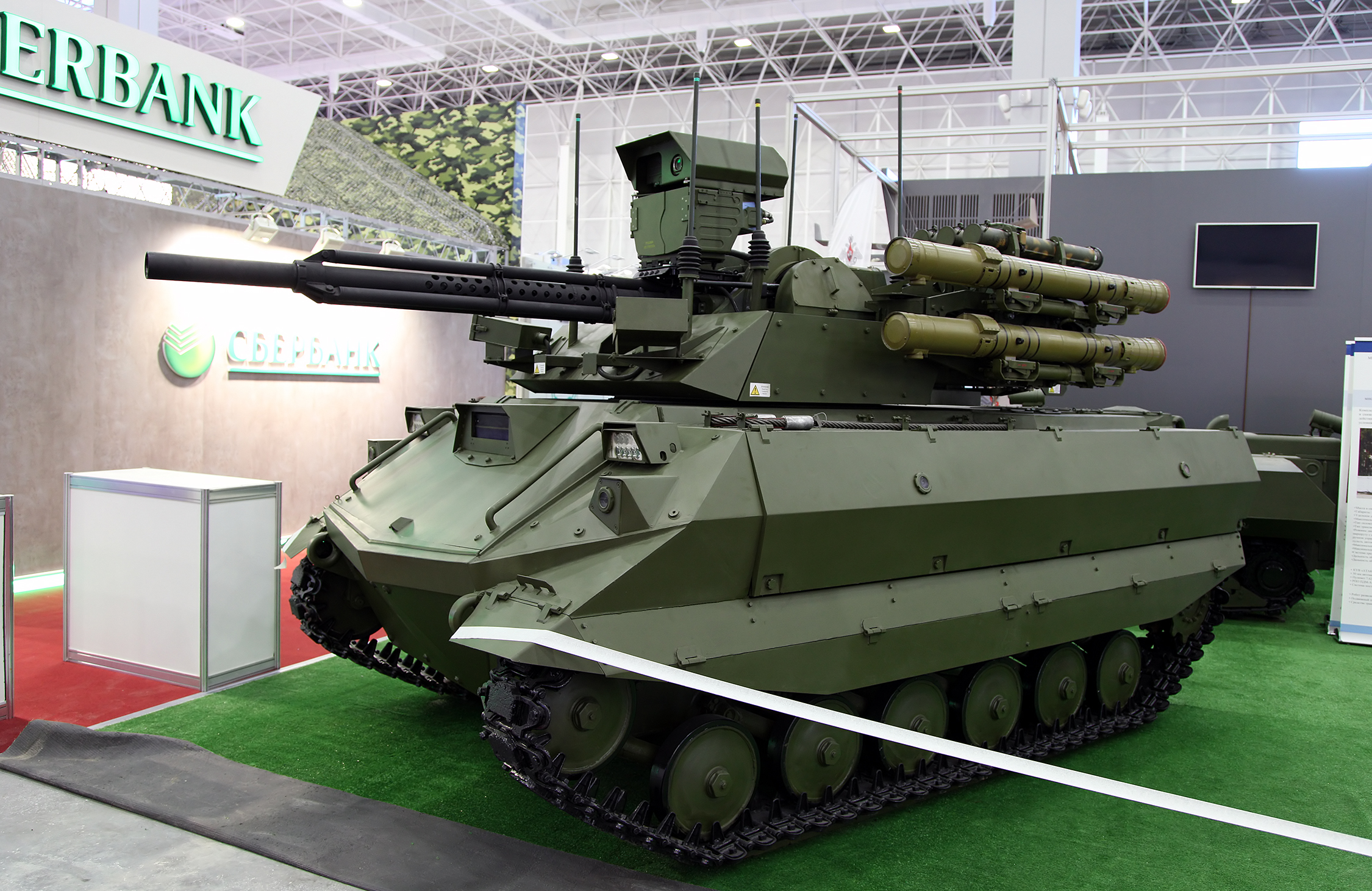
«Уран-9» (2016)

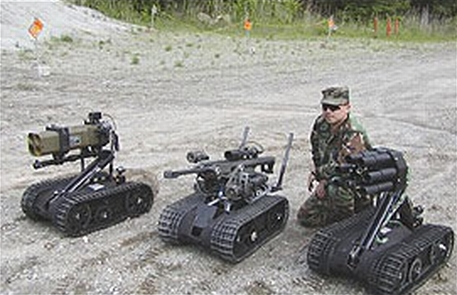
SWORDS (2006)

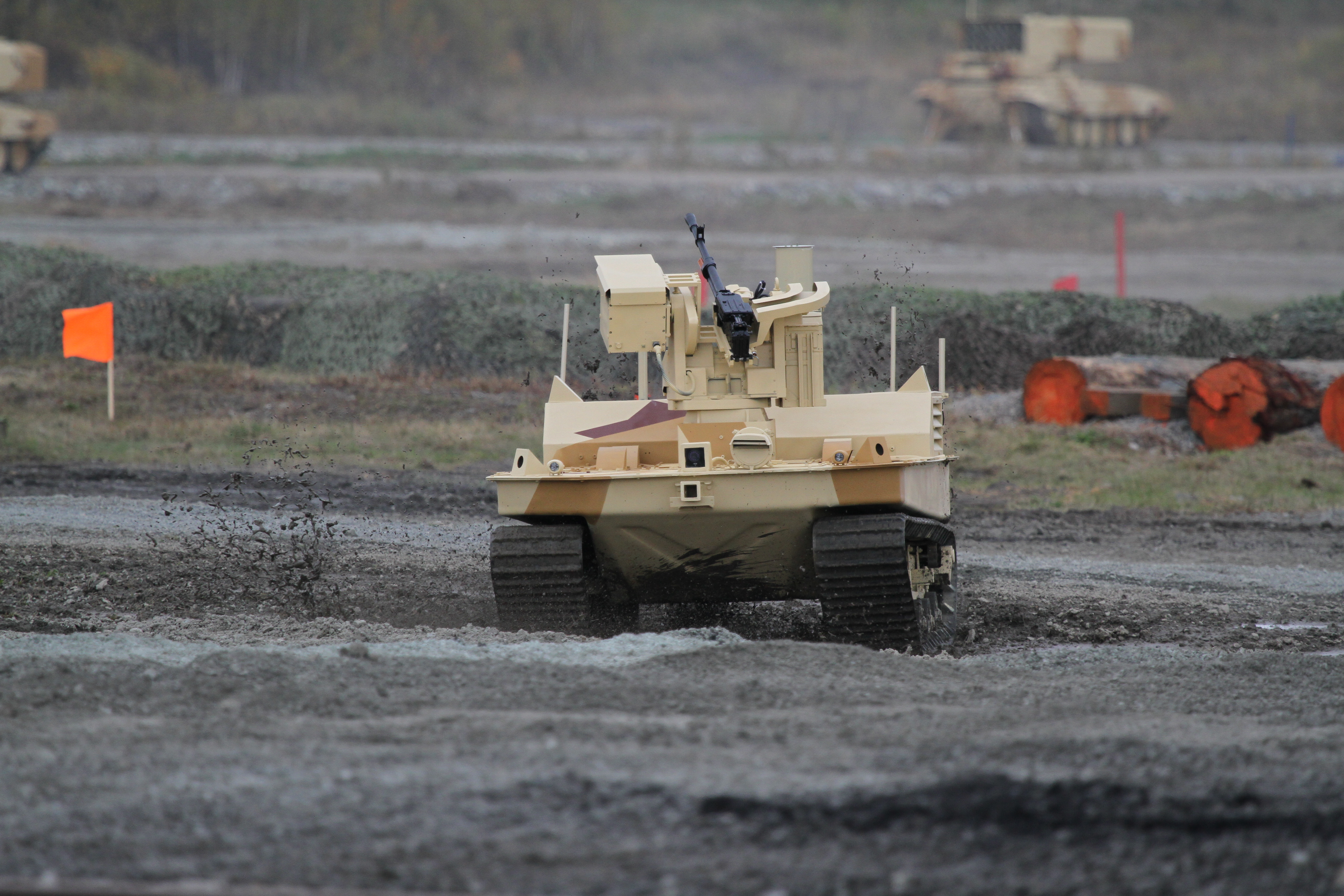
Роботизированный комплекс МРК (2013)

Боевой робот (военный робот) — устройства автоматики, заменяющие человека в боевых ситуациях для сохранения человеческой жизни или для работы в условиях, несовместимых с возможностями человека, в военных целях: разведка, боевые действия, разминирование и тому подобное.
Боевыми роботами являются не только автоматические устройства с антропоморфным действием, которые частично или полностью заменяют человека, но и беспилотные аппараты, действующие на земле, в воздушной и водной среде. В настоящее время большинство боевых роботов являются устройствами телеприсутствия или аппаратами с дистанционным управлением, и лишь очень немногие модели имеют возможность выполнять некоторые задачи автономно, без вмешательства оператора.

## История

### XIX век

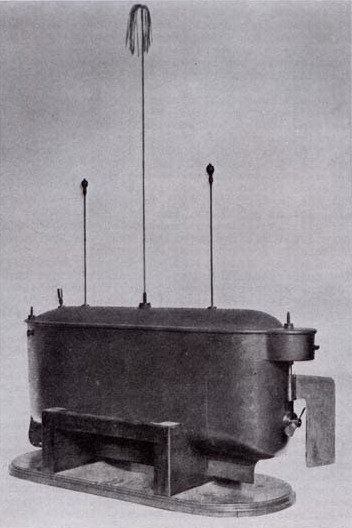
Радиоуправляемая модель судна, Никола Тесла,1898 г. (US patent 613,809).

В 1898 году Никола Тесла создал запатентовал и впервые продемонстрировал публике Дрон Теслы — прототип радиоуправляемой лодки (морского дрона). Тесла планировал военное применение для своего дрона:

…моя подводная лодка, загруженная торпедами, может быть запущена из безопасной гавани или с корабля, скрытно проплыть под поверхностью, через заминированные воды, прямо в защищенные порты и атаковать корабли, стоящие на якоре, или выйти в открытое море, ища свою добычу и атаковав её в удобный момент даже с сотни футов, разрядить свой смертельный арсенал и вернуться к отправителю. И, выполняя все эти удивительные действия, она будет под полным и немедленным контролем человека, находящегося на берегу или на военном корабле далеко за линией горизонта и невидимого врагу. …Я осознаю, что это звучит почти невероятно, и я воздерживался от показа этого изобретения, пока я не продумал каждую практическую деталь его. — Никола Тесла, New York Journal, 13 ноября 1898 года
Однако военные того времени не заинтересовались его изобретением.

### XX век

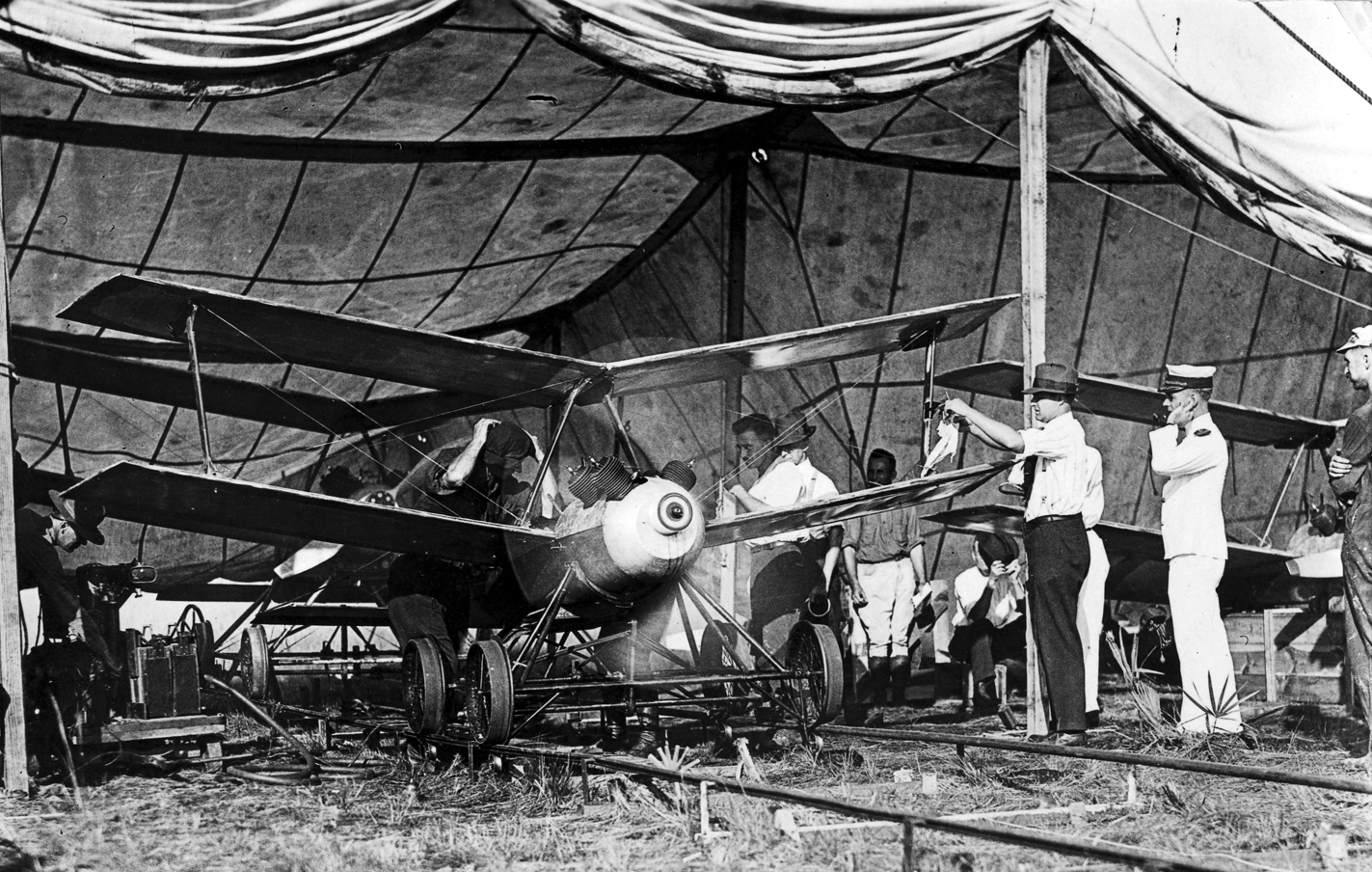
Kettering Bug — один
из первых беспилотных самолётов 1918 год

В 1910 году вдохновлённый успехами братьев Райт молодой американский военный инженер из Огайо Чарльз Кеттеринг предложил использовать летательные аппараты без человека. По его замыслу управляемое часовым механизмом устройство в заданном месте должно было сбрасывать крылья и падать как бомба на врага. Получив финансирование армии США, он построил и с переменным успехом испытал несколько устройств, получивших названия The Kattering Aerial Torpedo, Kettering Bug (или просто Bug), но в боевых действиях они так и не применялись.

#### Телетанки

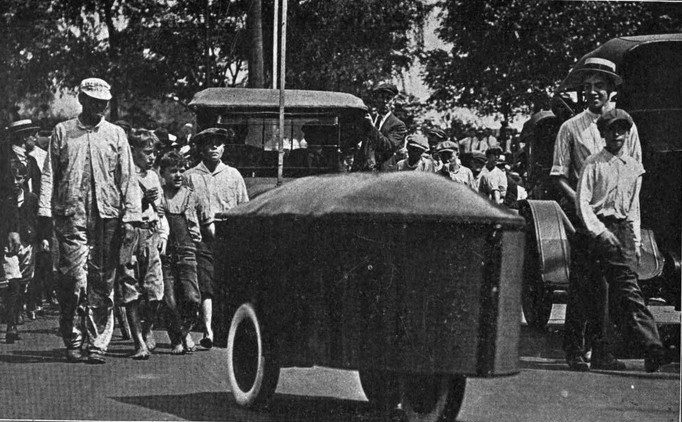
радиоуправляемый беспилотный автомобиль 1921 год

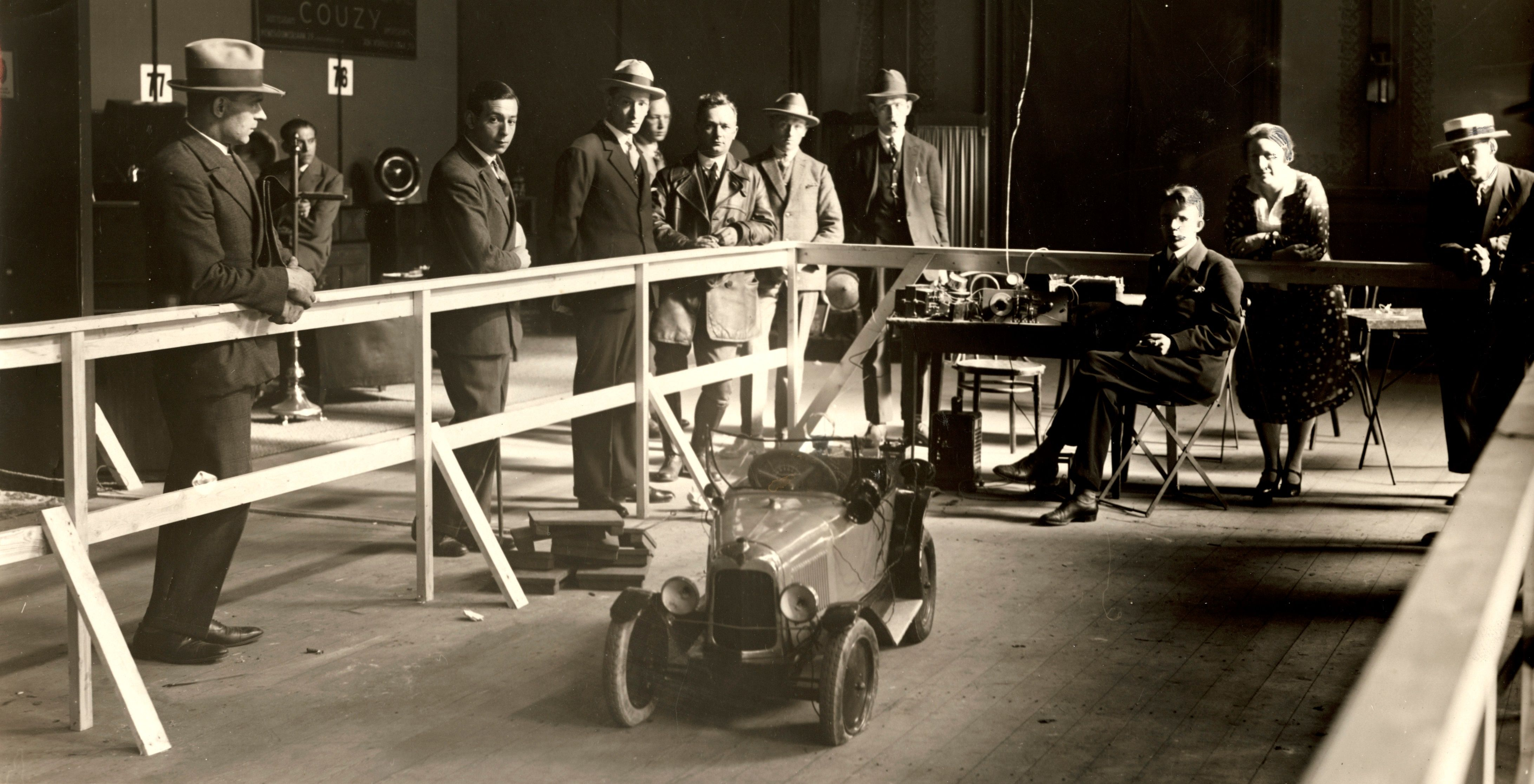
радиоуправляемая модель автомобиля 1928 год

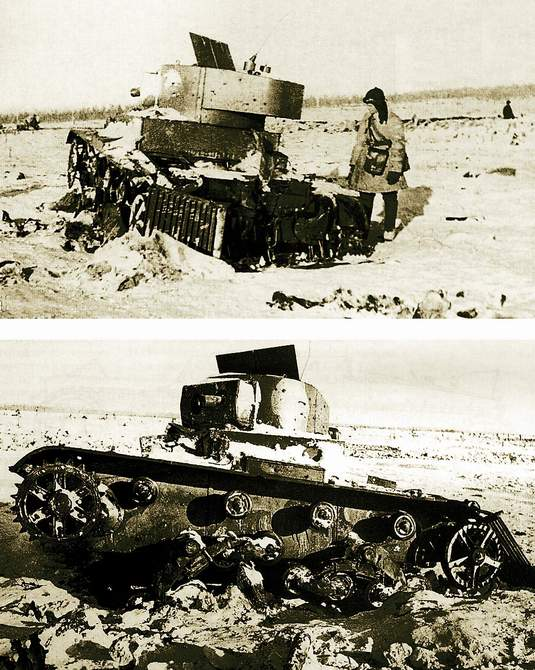
Телеуправляемый танк ТТ-26 (217-й отдельный танковый батальон 30-й химической танковой бригады), февраль 1940

В 1931 году И. В. Сталиным был утверждён план реорганизации войск, в котором делалась ставка на танки. В связи с этим были построены телетанки — управляемые в боях по радио на расстоянии, без экипажа. Это были серийные основные танки Т-26, ТТ (аббр. от телетанк), танк управления (с которого велось управление группой «безэкипажных» танков).
В начале 1940-х годов на вооружении Красной армии находился 61 радиоуправляемый танк. Эти машины были применены впервые в ходе советско-финской войны, где отличился танк «подрывник», тоже созданный на базе танка Т-26.
Очень скоро у этих конструкций обнаружилась «ахиллесова пята»: однажды в ходе учений машины внезапно перестали выполнять команды операторов. После тщательного осмотра техники никаких повреждений обнаружено не было. Немногим позже было установлено, что высоковольтная линия передачи тока, проходящая вблизи учений, создавала помехи для радиосигнала. Также радиосигнал терялся на пересечённой местности.
С началом Великой Отечественной войны разработки по усовершенствованию телетанков прекратились.

#### Вторая мировая война

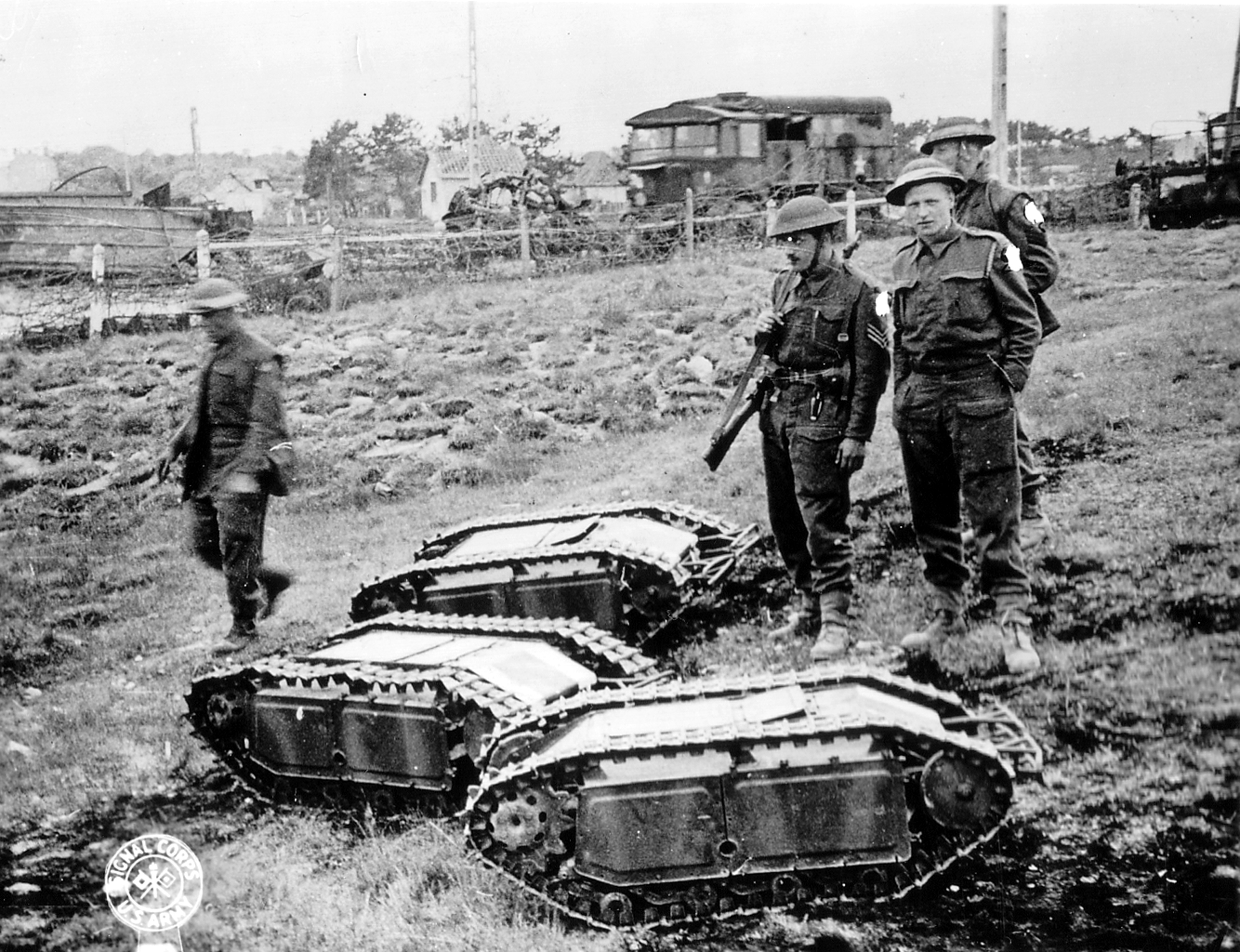
Британские солдаты у немецкой самоходной мины «Голиаф», 1945 год

(24457893748).jpg

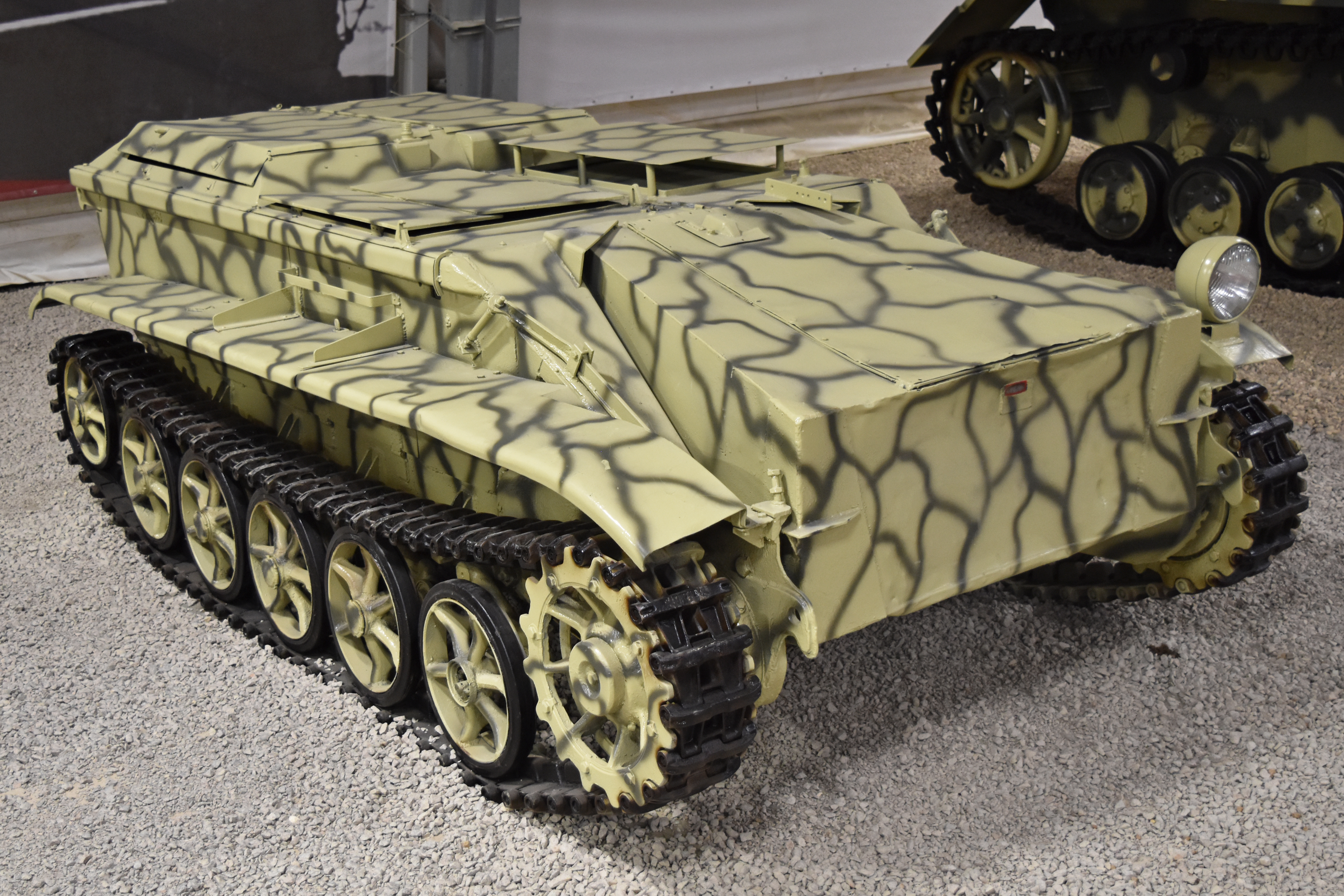
Borgward IV - немецкая
радиоуправляемая танкетка

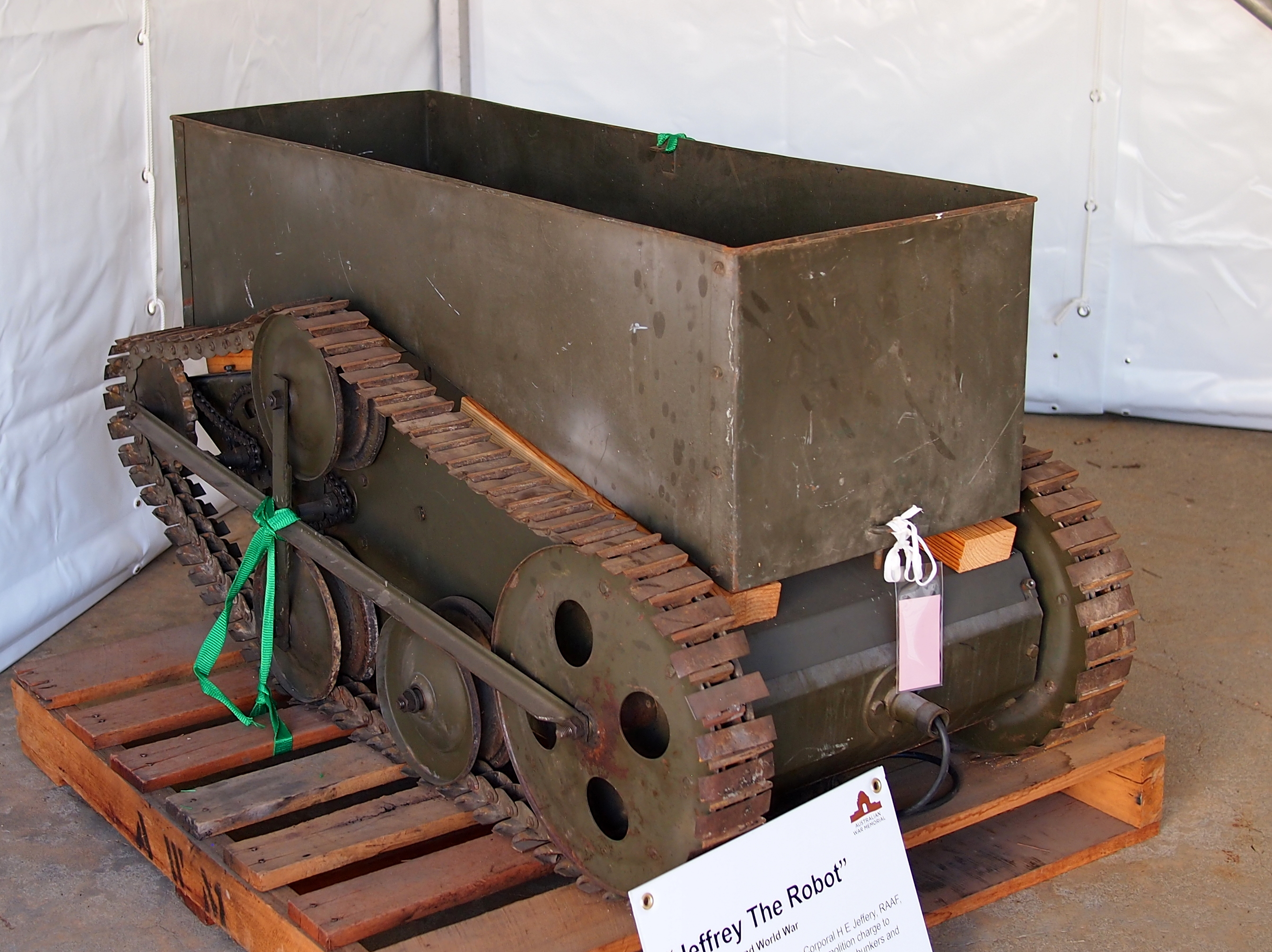
радиоуправляемый австралийский танк для подвоза боеприпасов 1940-х годов в музее

В ходе Второй мировой войны были применены самоходные мины «Голиаф». Это оружие не считали успешным из-за высокой стоимости, низкой скорости (9,5 км/ч), низкой проходимости, уязвимости провода и тонкой брони (10 мм), которая была не в состоянии защитить самоходную мину от любого противотанкового оружия.

#### Холодная война
Холодная война послужила новым витком в развитие боевых машин. Появились высокоточные интеллектуальные роботы, способные анализировать, видеть, слышать, чувствовать, различать некоторые химические вещества и производить химические анализы воды или почвы.

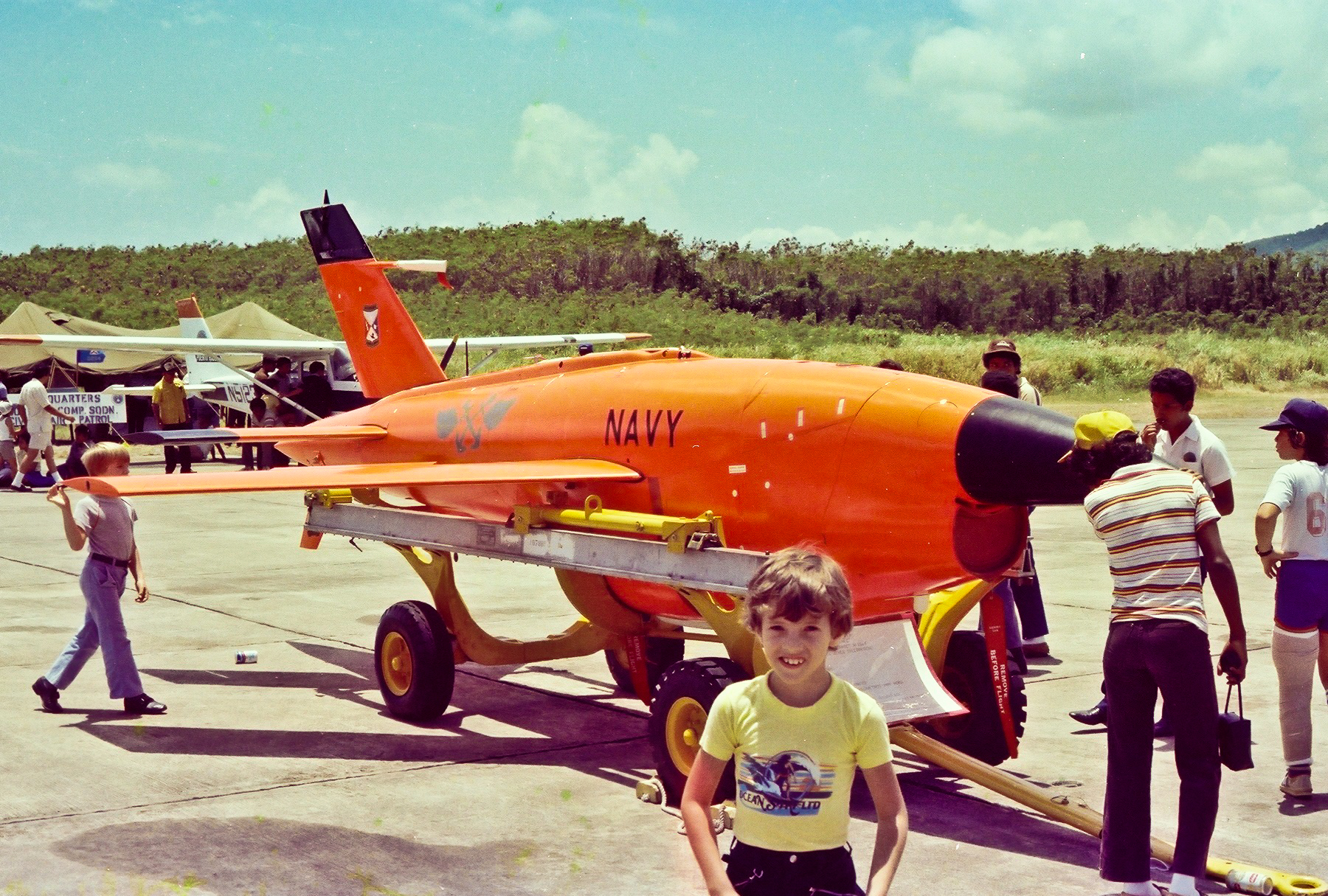
первый американский беспилотник AQM-34 Firebee, фото 1983 года

В 1948 году в США был создан разведывательный беспилотный летательный аппарат — AQM-34. Его первый полёт состоялся в 1951 году, в том же году «беспилотник» был пущен в массовое производство.

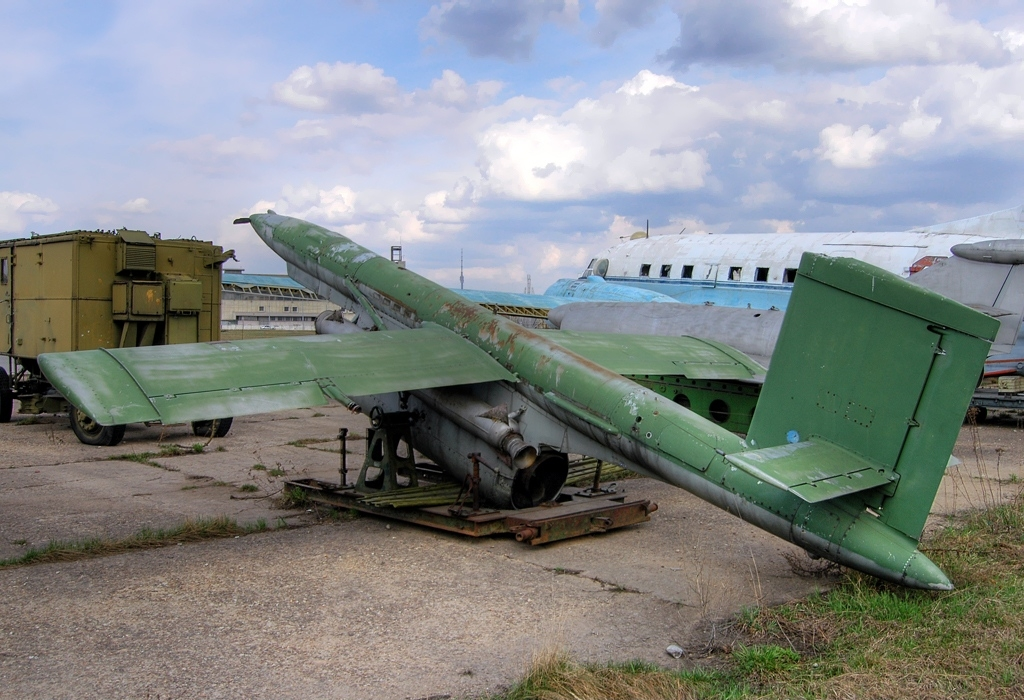
первый советский беспилотник Ла-17Р на Ходынском поле в Москве, 2008 год

В 1959 году в конструкторском бюро С. А. Лавочкина был разработан беспилотный самолёт-разведчик Ла-17Р.
В ходе Вьетнамской войны ВВС США активно использовали беспилотные летательные аппараты «Файрби» и «Лайтнинг Баг».
В марте 1971 года комиссия президиума Совета Министров СССР приняла решение о развитии беспилотного самолётостроения.
В 1979 году в техническом университете имени Н. Э. Баумана по заказу КГБ был сделан аппарат для обезвреживания взрывоопасных предметов — сверхлёгкий мобильный робот МРК-01.

### XXI век

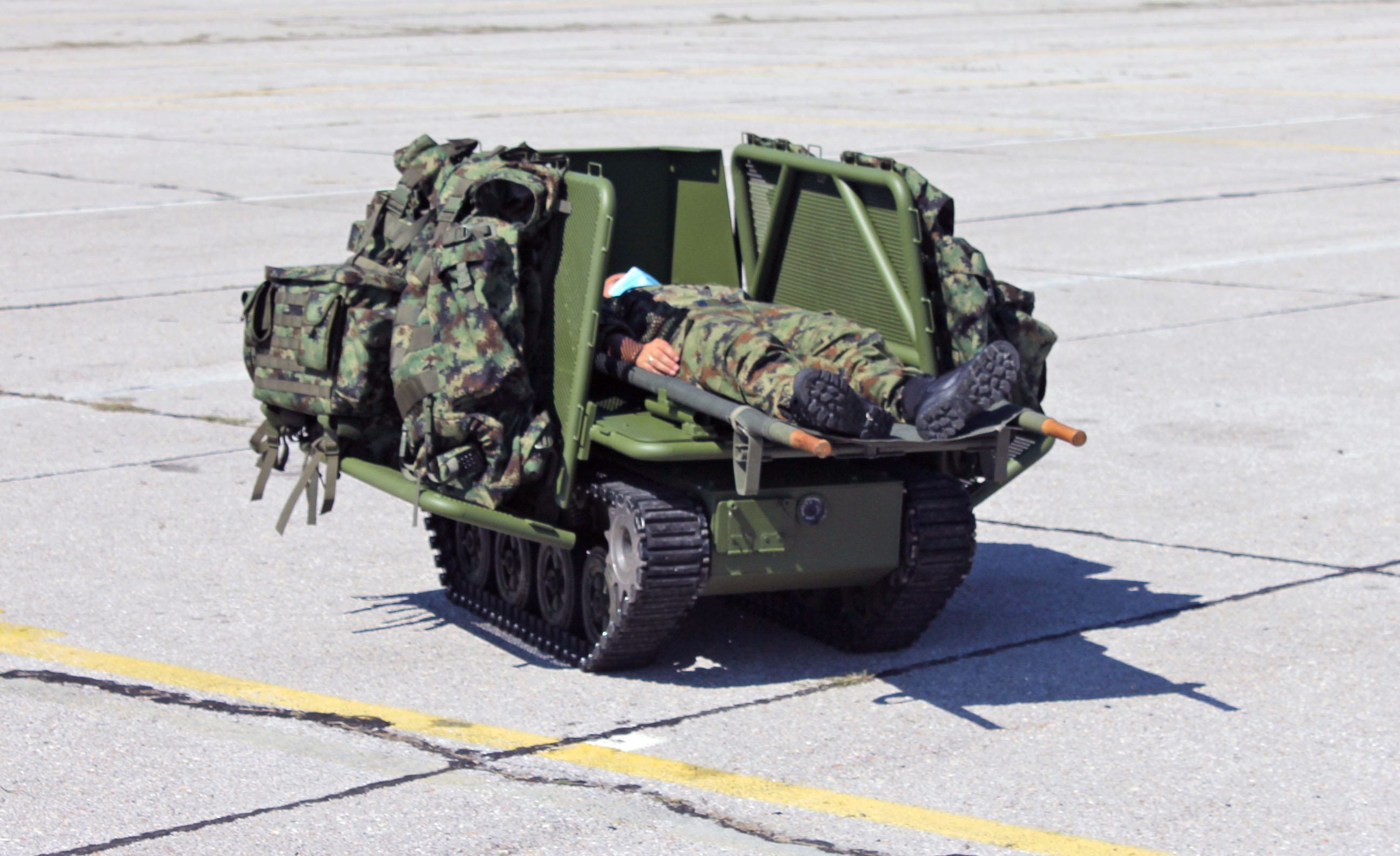
Боевой робот-санитар для эвакуации раненных с поля боя

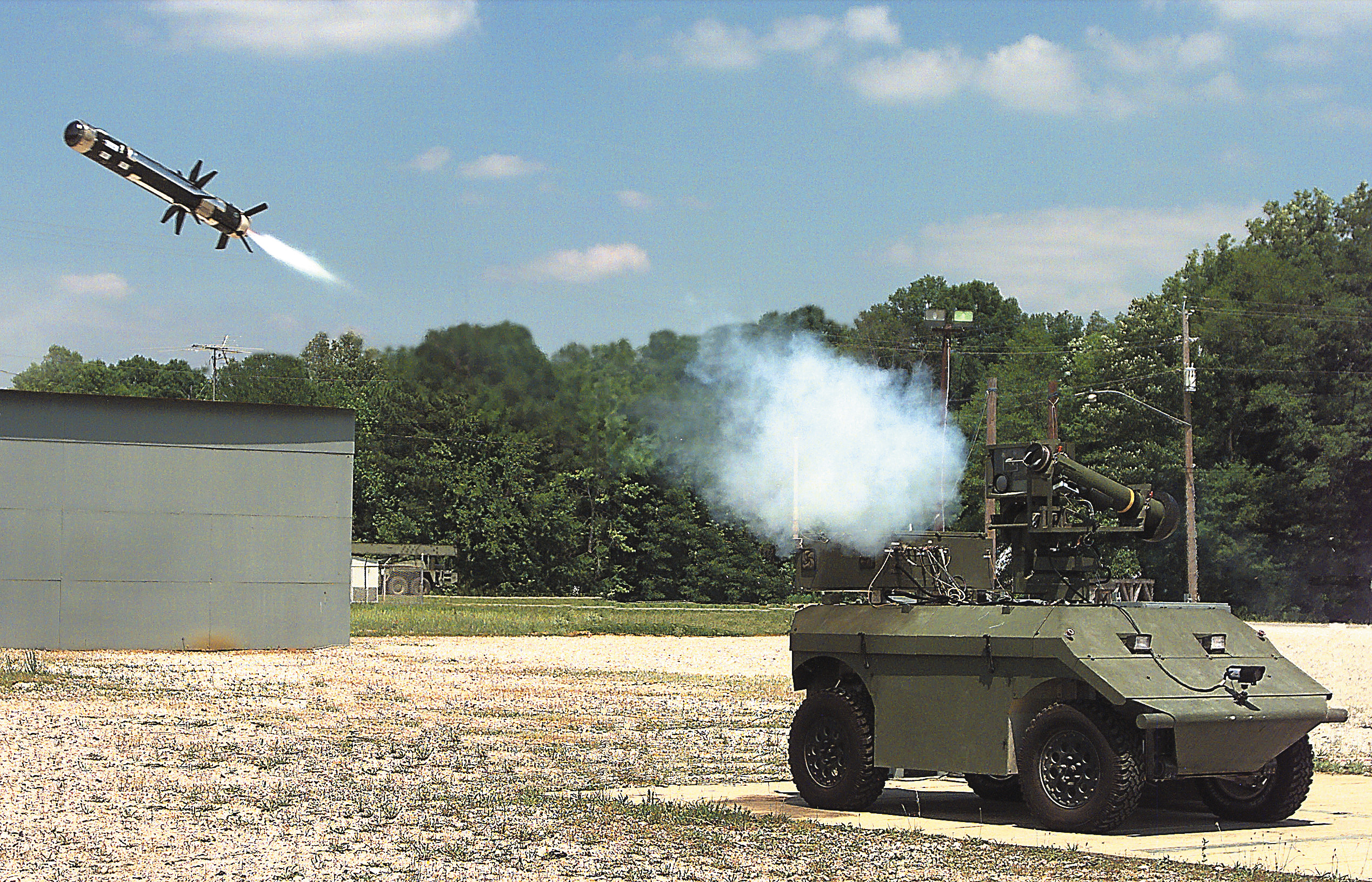
Американский боевой робот запускает ракету Javelin (2009 год)

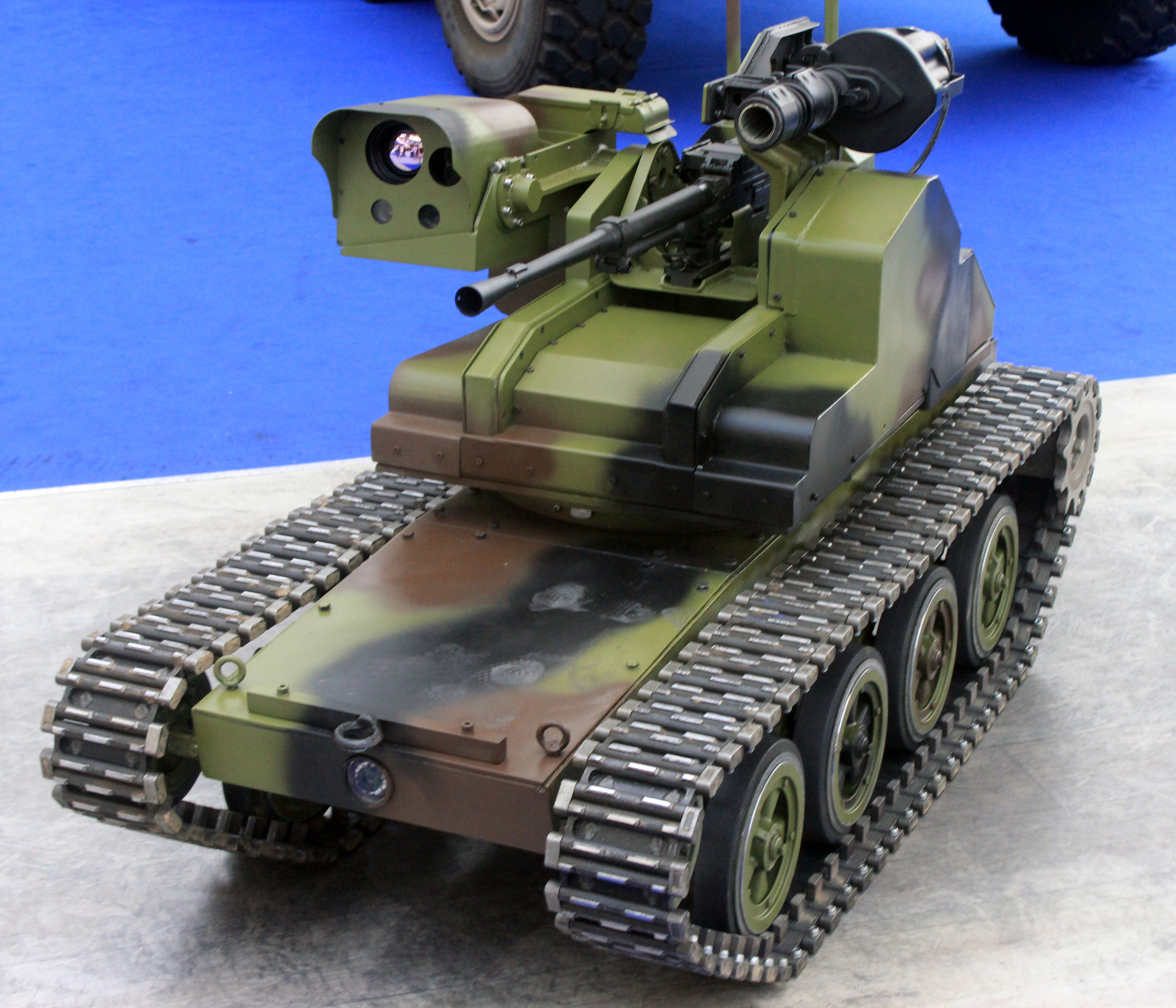
Милош

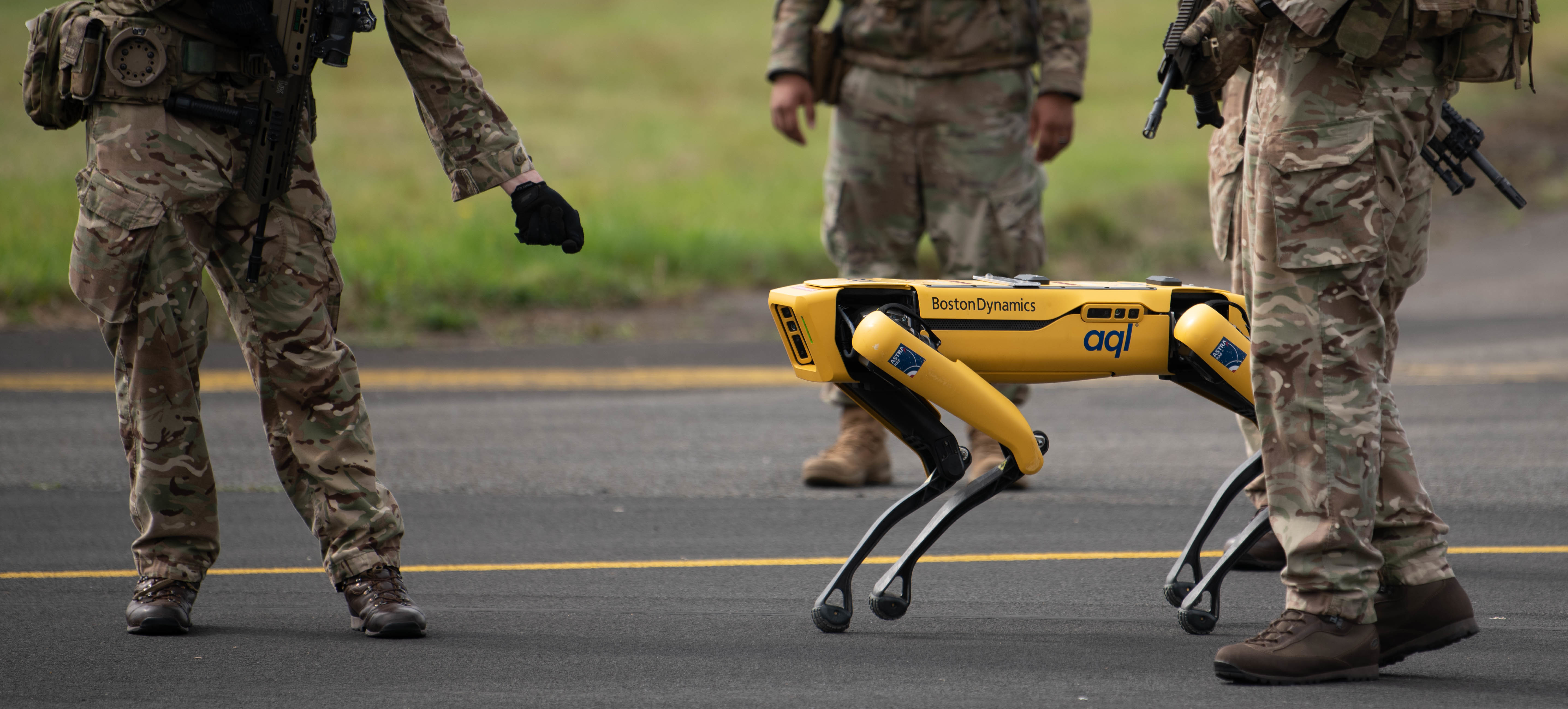
Шагающий робот-собака Spot для переноски боеприпасов и разминирования

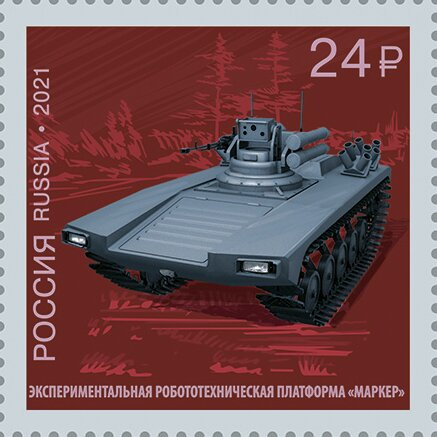
Российская экспериментальная робототехническая платформа «Маркер» на почтовой марке России 2021 года из серии «Технические достижения России. Год науки и технологий»

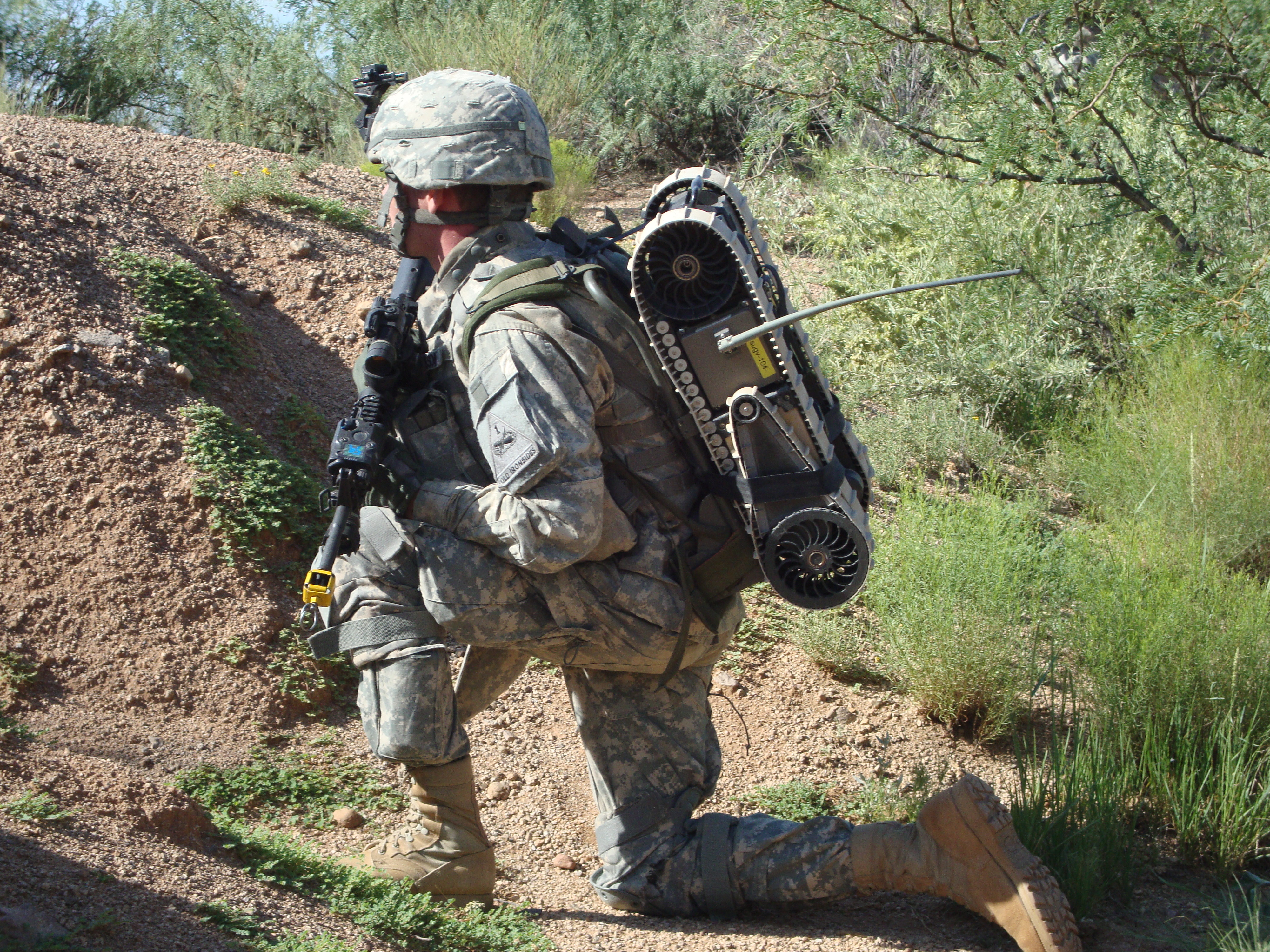
беспилотный наземный аппарат (танкетка) на спине у американского солдата

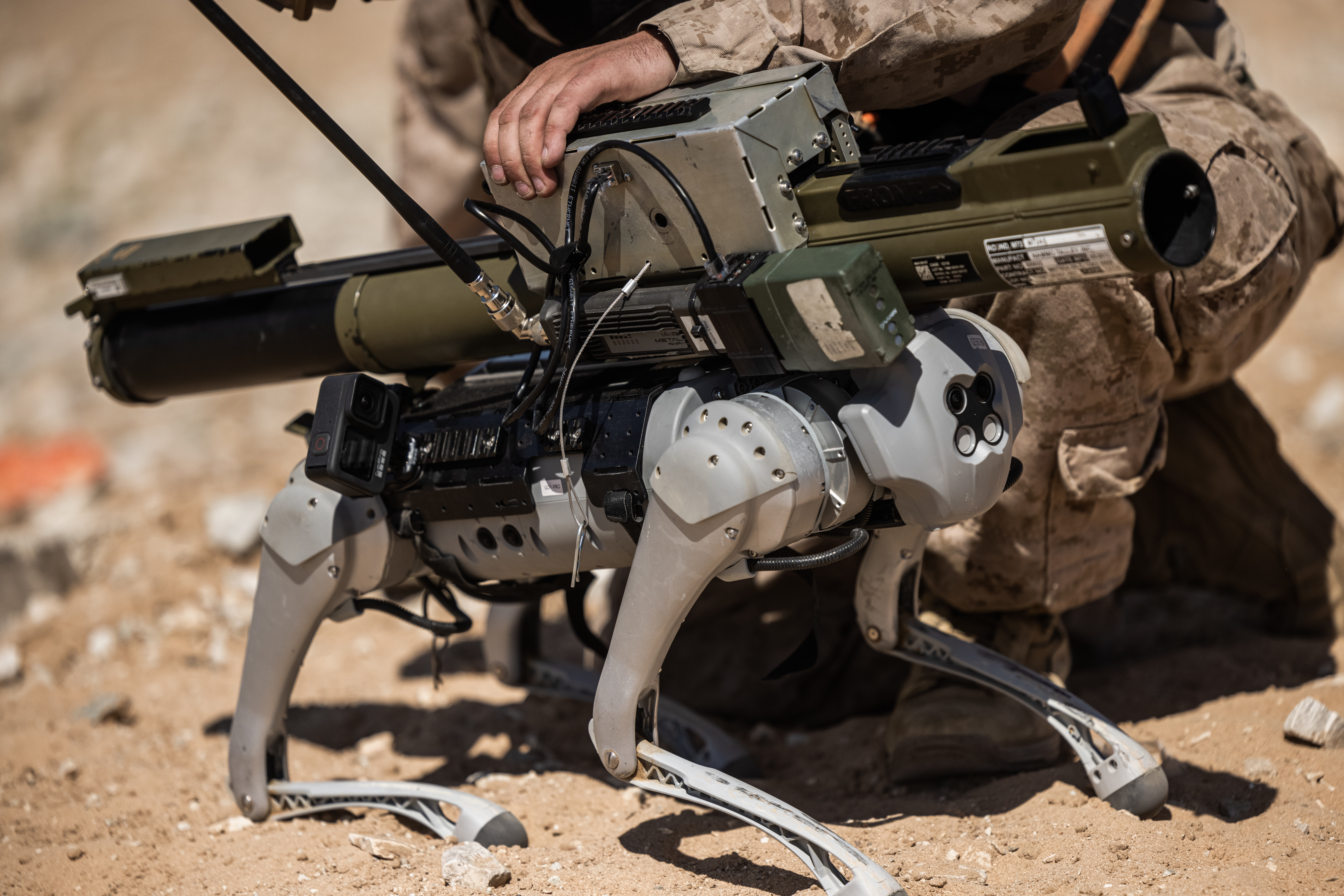
китайский робот собака с оружием на спине, также робот может быть с камерой наблюдения на спине

С начала XXI века многие страны увеличили инвестиции в разработки новых технологий в робототехнике. По данным Пентагона на 2007—2013 годы, США выделило на разработку подобных устройств до 2010 года около 4 млрд долларов.
В 2000 году в Чечне был успешно применён робот-разведчик «Вася» для обнаружения и обезвреживания радиоактивных веществ.

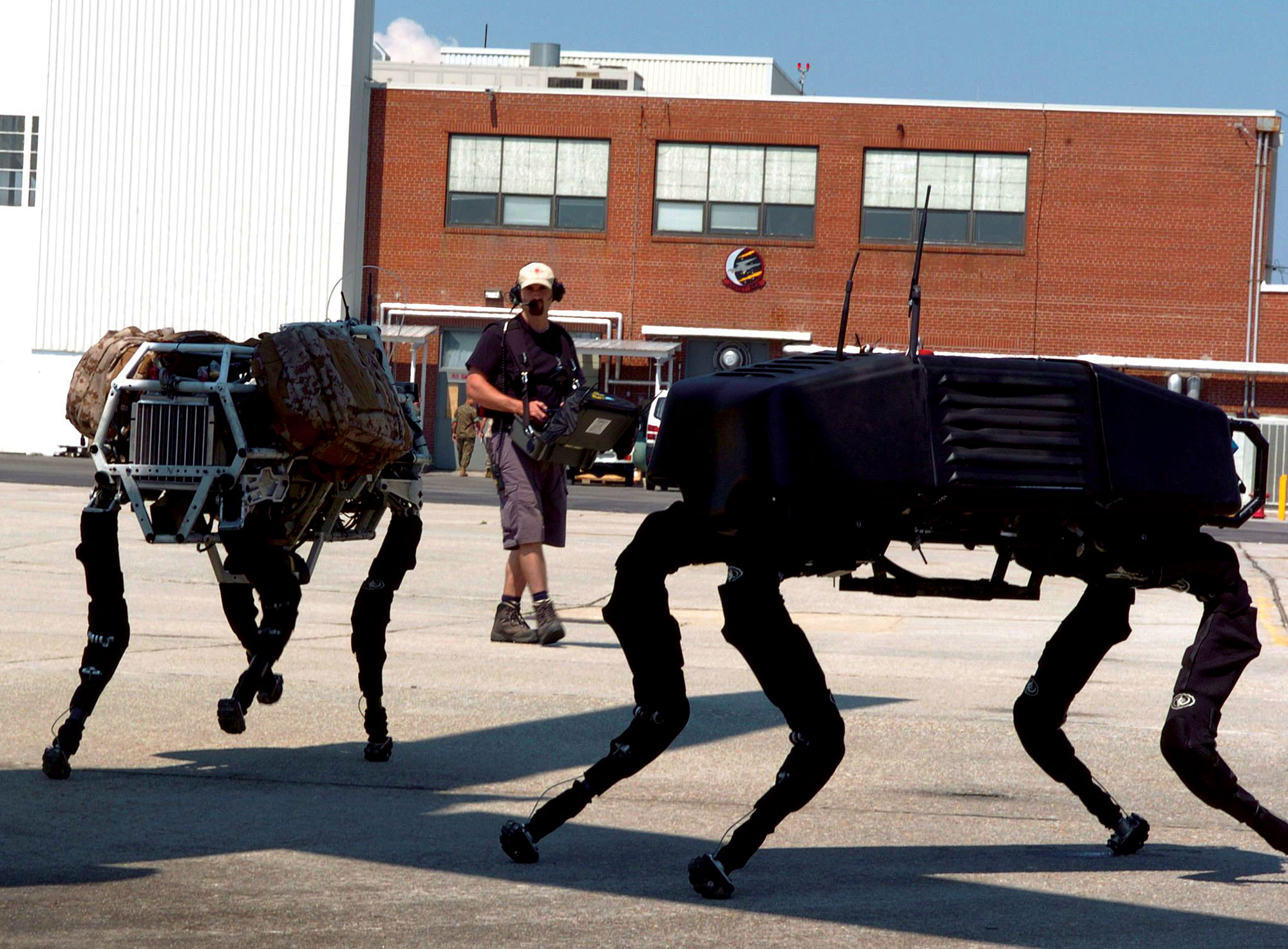
BigDog — военный робот-транспортировщик (разработка закрыта)

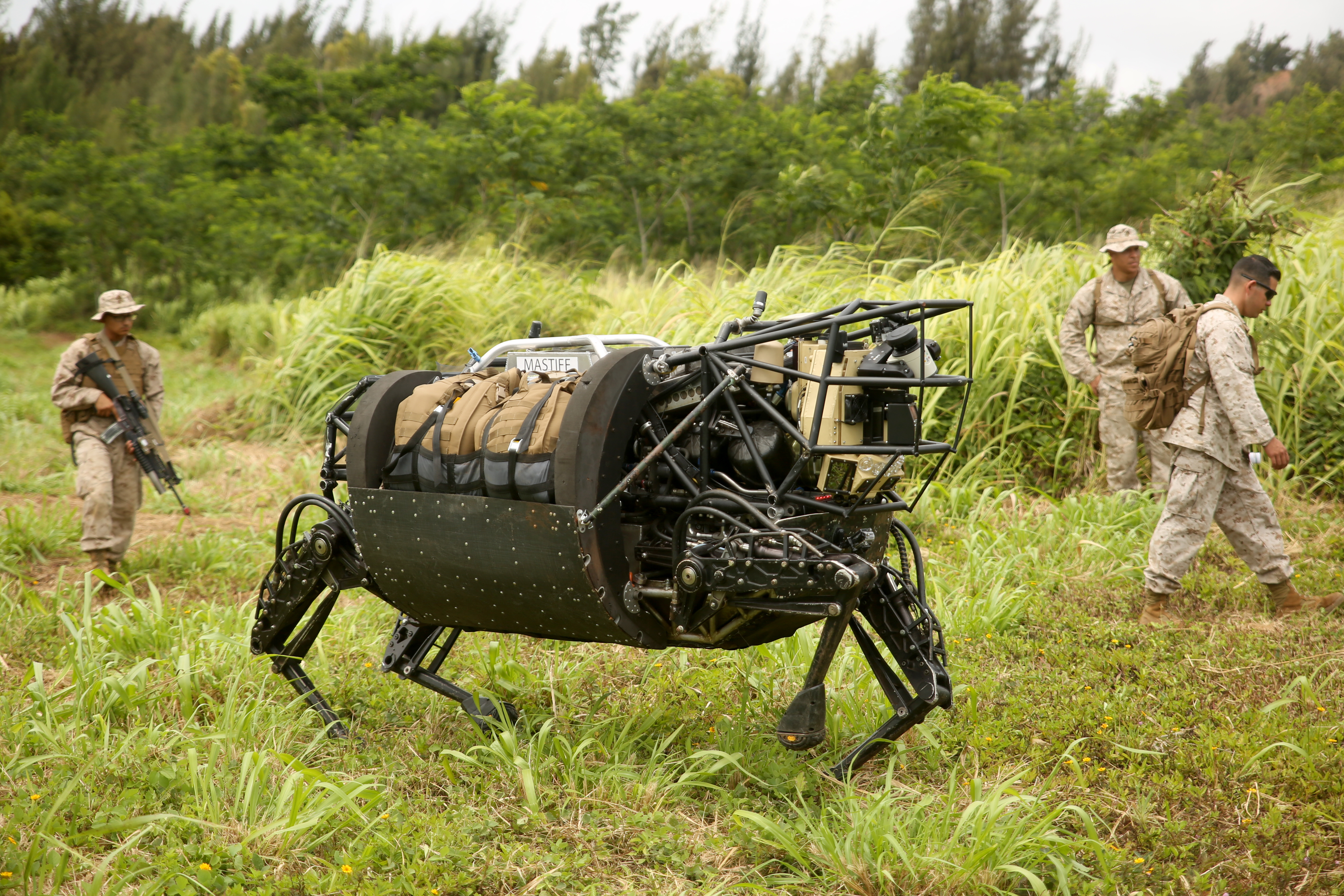
Шагающий робот для поддержки армии США

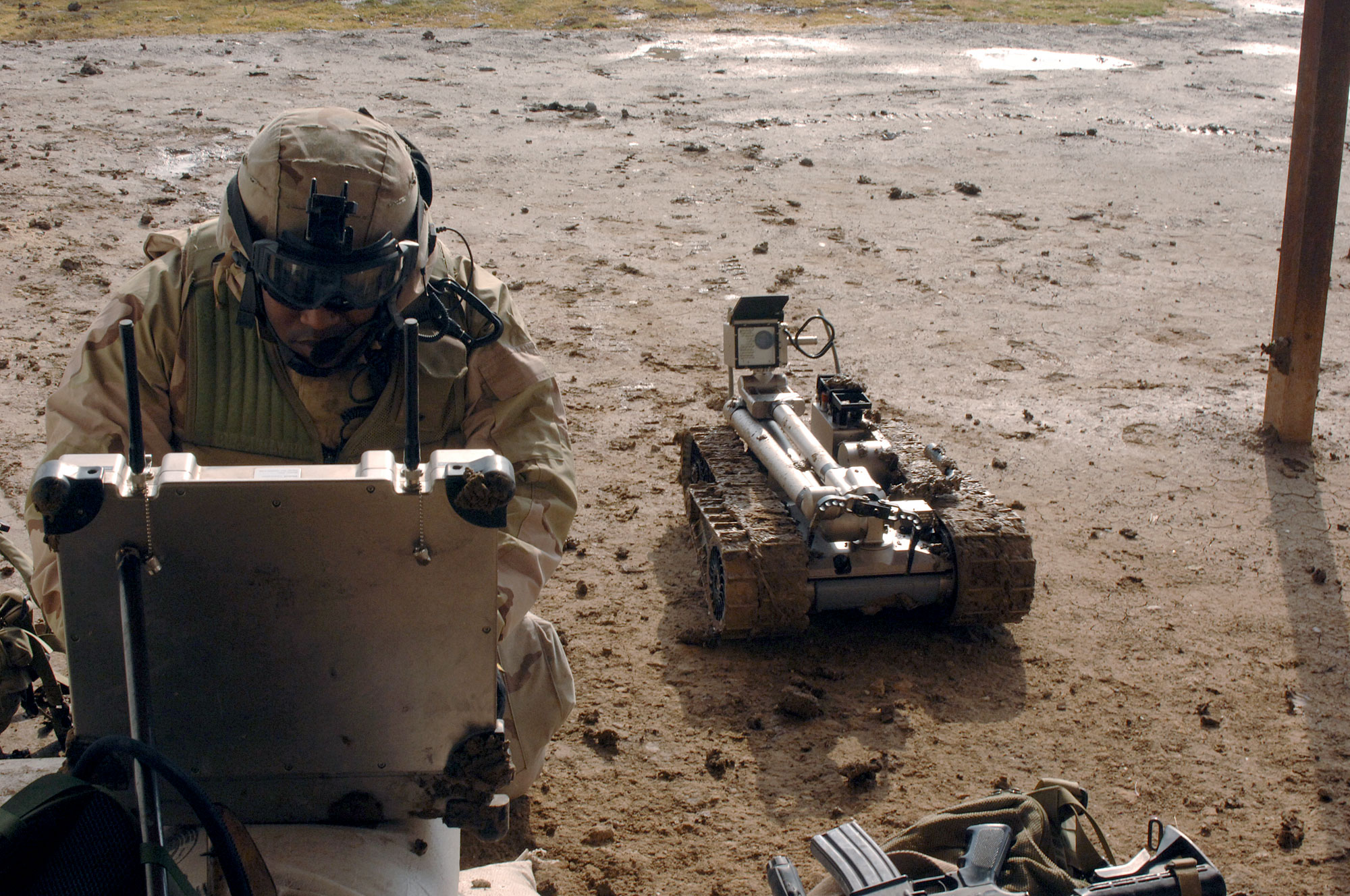
Робот ВС США для поиска взрывных устройств. Ирак

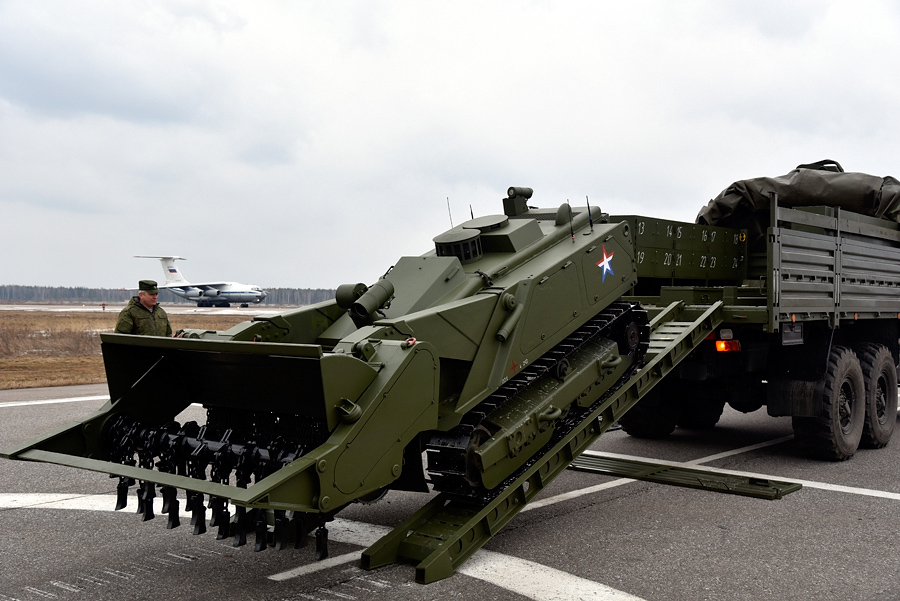
Боевой робот разминирования ВС России Уран-6

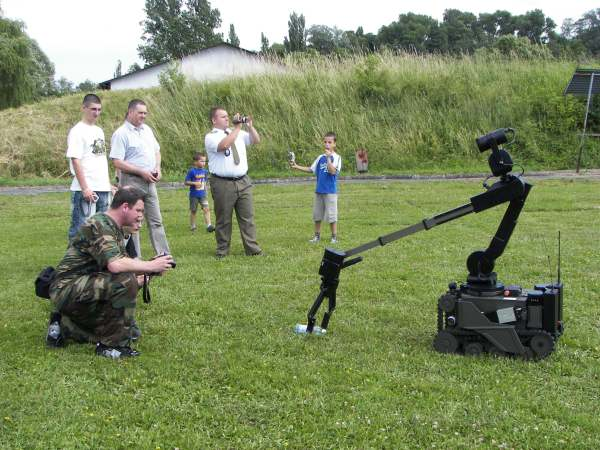
робот для разминирования с манипулятором

В 2005 году ВМС России испытали в Балтийском море подводный робот-разведчик «Гном». Он обладает локатором кругового обзора, позволяющим ему видеть на расстоянии более 100 метров и самостоятельно обезвреживать мины.
В 2006 году в Южной Корее создан «робот-часовой», предназначенный для охраны границ с Северной Кореей.
Американская компания Foster-Miller разработала боевого робота, который был снабжён крупнокалиберным пулемётом. Летом 2007 года три робота этой фирмы были успешно испытаны в Ираке, после чего фирма получила заказ на 80 машин.
В июне 2007 года ряд американских компаний сделали заявление, что в ближайшее время они создадут боевое подразделение многофункциональных боевых роботов. Их коллективный разум будет действовать по тем же законам, что и в общинах насекомых (например, муравьи). Главная задача таких боевых машин — обеспечение адекватных действий в случае потери её контакта с боевой группой.
В начале 2012 года отвечающее за высокотехнологичные разработки агентство Министерства обороны США DARPA объявило о запуске нового проекта создания антропоморфных боевых роботов под названием «Avatar».
В 2016 году Рособоронэкспорт заявил о начале продвижения на международный рынок боевого многофункционального робототехнического комплекса «Уран-9». В его состав входят два робота разведки и огневой поддержки, тягач для их транспортировки и подвижный пункт управления. Предназначен комплекс для дистанционной разведки и огневой поддержки общевойсковых, разведывательных и антитеррористических подразделений. Вооружение роботов разведки и огневой поддержки включает 30-мм автоматическую пушку 2А72 и спаренный с ней 7,62-мм пулемёт, а также противотанковые управляемые ракеты «Атака». Состав вооружения может варьироваться в зависимости от требований заказчика. Роботы также оснащены системой предупреждения о лазерном облучении и оборудованием для обнаружения, распознавания и сопровождения целей.
В 2017 году во время битвы за Мосул боевики ИГ изобрели дистанционно-управляемую машину-робот, которая несёт на себе противотанковую мину. Этот робот заезжает под бронетехнику и взрывает её.
В 2020 году полностью автономный беспилотный аппарат впервые атаковал людей. Это произошло во время гражданской войны в Ливии в стычке между силами правительства Ливии и силами Халифы Хафтара. Силы Хафтара были выслежены и атакованы турецкими беспилотниками Kargu-2, снаряжёнными боезарядами.

## Аргументы против милитаризации робототехники

### Правовые аспекты
Правозащитники выступают против боевых роботов в связи с их возможной бесконтрольностью — например, роботы могут убивать раненых и сдающихся в плен противников, им трудно отличить бойцов противника от мирных жителей, но если роботом управляет человек, то он сможет отличить с помощью качественной видеокамеры.
После начала массированного использования БПЛА (дронов) армиями развитых стран, в особенности США и Израиля, возник вопрос о допустимости их использования. Международное право запрещает вести боевые действия таким способом, который исключал бы сдачу противника в плен или приказ уничтожать противника без пощады, так как убийство комбатантов противника не является самоцелью военных действий, это лишь средство заставить противника прекратить военные действия. В то же время использование дронов в боевых действиях, особенно автономных, ставит возможность противника сдаться под сомнение; это не означает недопустимость использования дронов вообще, так как международное гуманитарное право не запрещает внезапные атаки, при которых противник не имеет времени для сдачи, если такая атака не представляется возможной (что особенно актуально при использовании наземных дронов). Управление дроном или его программное обеспечение должны допускать возможность прекращения атаки в случае сдачи противника. Особенности использования дронов, которые позволяют лишь уничтожить противника, но не захватить его, ставят командование в трудное положение: если атака не увенчалась успехом и цель ранена, а не уничтожена, то продолжение атаки против неё и против медицинского персонала, который пытается её спасти, — военное преступление.
По общему правилу стороны вольны использовать любое оружие. Дроны не подпадают под уже существующие запреты, и это означает, что их использование само по себе законно. Однако это не означает, что их использование законно независимо от способа использования. Так, современные автономные системы не способны различать гражданские и военные цели, самые продвинутые способны лишь распознавать военную технику и укрепления, но не отличать комбатантов противника от гражданских; более того, они не способны удовлетворять требованиям пропорциональности и предосторожности при применении силы, что делает применение автономных систем вооружения на данном уровне развития не соответствующим международному праву, так как ведёт к нападениям неизбирательного характера. Однако их использование может быть одобрено для решения узких задач, например, для уничтожения крупных военных объектов, когда принцип пропорциональности будет соблюдён de facto.

### Практические соображения
Практическим соображением против постановки в строй боевых роботов, оснащённых средствами поражения или оборудованных аппаратурой целеуказания и наведения удалённо расположенных средств поражения, являются следующие проблемы, являющиеся общими практически для всех исследовательских проектов робототехники военного назначения:
1. проблема адекватного восприятия искусственным интеллектом (ИИ) машин боевой обстановки (англ. situation awareness),
2. проблема поведения машин в боевой обстановке (англ. tactical behavior)
3. проблема реагирования на возникающие обстоятельства и ситуации, что сопряжёно, в первую очередь, с проблемой «обнаружения—распознавания—идентификации» целей (англ. detection—recognition—identification),

Видеоаппаратура и другие бортовые средства наблюдения способны с высокой точностью обнаружить движущиеся объекты и вычленить среди них живые, однако второе и третье звенья проблемы, лежащие на ИИ и заложенных алгоритмах действий, являются до конца не решёнными, и до тех пор все живые объекты для ИИ боевого робота являются потенциальными целями.
Систематические ошибки происходят, главным образом, при:
а) распознавании комбатантов от некомбатантов по совокупности внешних признаков и предварительным результатам анализа предполагаемых намерений распознаваемого объекта (так как по целому ряду проектов боевых роботов США и других стран разработчиками заявляется, что их бортовое оборудование способно распознавать намерения обнаруженных людей по совокупности дистанционно измеряемых физических показателей, таких как темп, скорость и плавность движений, а также по ряду других параметров выявлять злоумышленников без обращения к базам данных и базам оперативного учёта внешности, формы лица, сетчаток глаз и других антропометрических параметров уже ранее задокументированных правонарушителей и потенциально неблагонадёжных лиц);
б) идентификации среди комбатантов (вооружённых людей) собственных военнослужащих, военнослужащих союзнических войск, сотрудников местных полицейских структур и вспомогательных вооружённых формирований, а также лицензированных частных военных компаний (по принципу «свой—чужой»), — что не угрожает какими-либо серьёзными последствиями в условиях полигонных испытаний роботов в безлюдной местности, но в боевой обстановке чревато потерями в живой силе и жертвами среди гражданского населения.
Кроме того, сопряжёнными факторами риска являются:
во-первых, возможность перехвата управления боевым роботом технически оснащённым и технологически подготовленным противником (что переводит большую часть боевых роботов в категорию боевых средств ограниченного применения, пригодных к применению только в развивающихся странах так называемого Третьего мира, с учётом того, что даже там могут найтись специалисты в смежных областях, которые смогут осуществить перехват);
во-вторых, сбои в программном обеспечения роботов по техническим причинам;
в-третьих, нервные срывы у операторов роботизированных боевых машин по причинам личного характера, что может привести к использованию вверенных им боевых средств не по назначению — как против гражданского населения, так и против своих сослуживцев и лиц начальствующего состава; по другим причинам.
В целом, на данном этапе развития военной робототехники можно говорить о том, что сами военнослужащие с большой опаской относятся к перспективам более широкого внедрения робототехники в военное дело, сверх уже достигнутого и проверенного опытом, офицеры старшего и высшего офицерского состава (генералитет и адмиралитет) относятся к этому с ещё большим скептицизмом.

## Виды

### Воздушные
- Ка-37
- Ка-137
- ПС-01 «Комар»

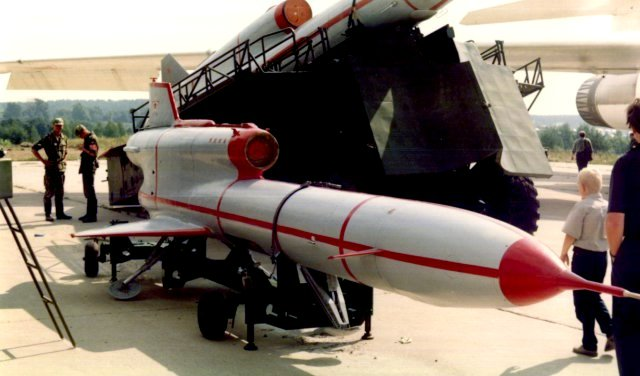
Ту-143 «Рейс»

- Шмель-1 — прототип беспилотного летательного аппарата Пчела-1Т
- Пчела-1Т — 1997
- ВР-2
- ВР-3
- Ту-123 «Ястреб» (ДБР-1) — сверхзвуковой дальний беспилотный разведчик, 1964
- Ту-130
- Ту-141 «Стриж»
- Ту-143 «Рейс»
- Ту-243 «Рейс-Д» — дозвуковой разведчик, 1987
- Ту-300 «Коршун»
- «Скат» — дозвуковой ударный, в 2007 — полноразмерный макет
- ZALA 421-08
- Эльф-Д
- Космический многоразовый комплекс Буран, который первый полёт совершил самостоятельно включая посадку, тогда как иные полностью автоматические космические комплексы просто выполняют одну заданную заранее программу.

### Сухопутные

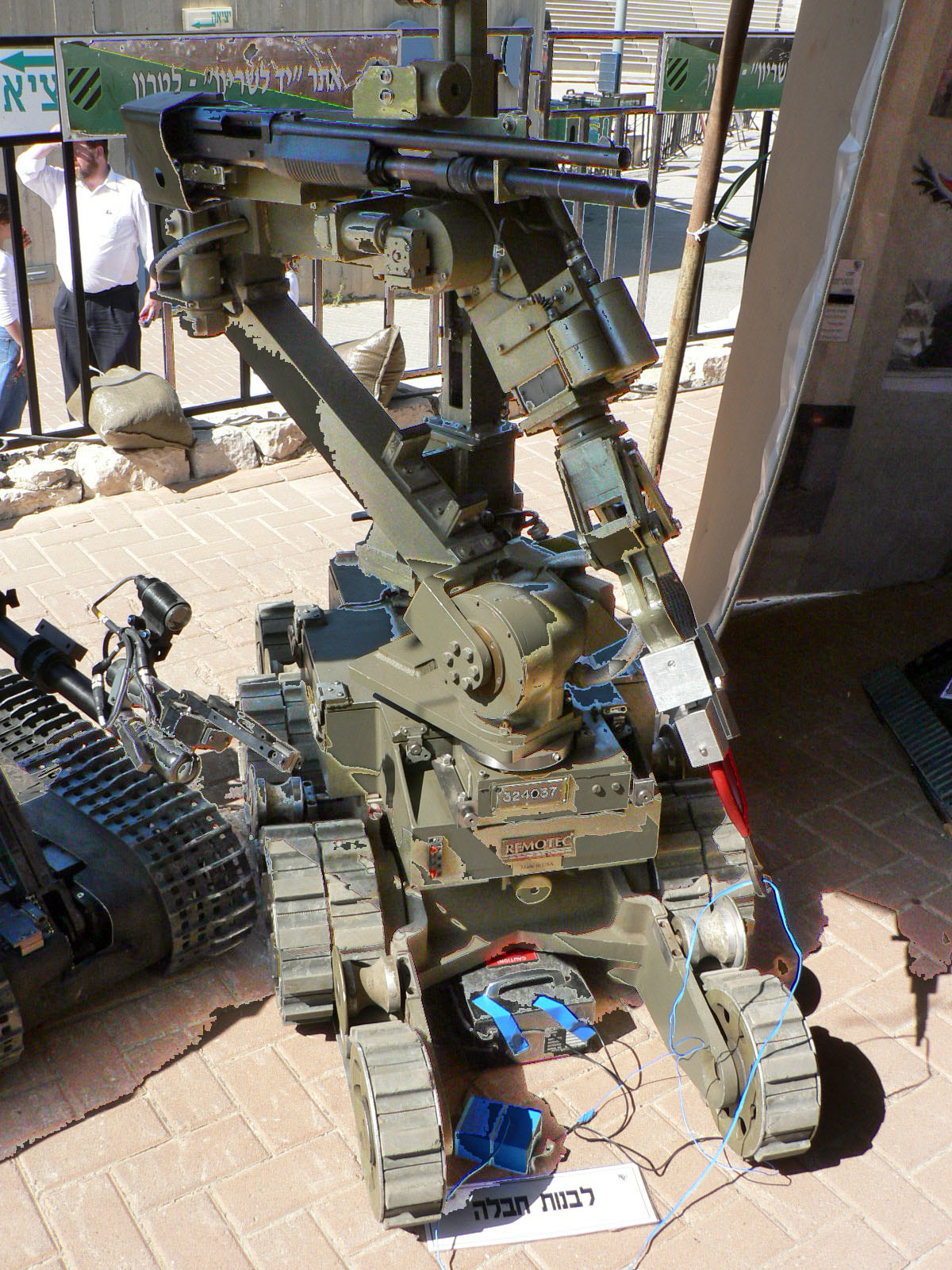
MarkV-A1

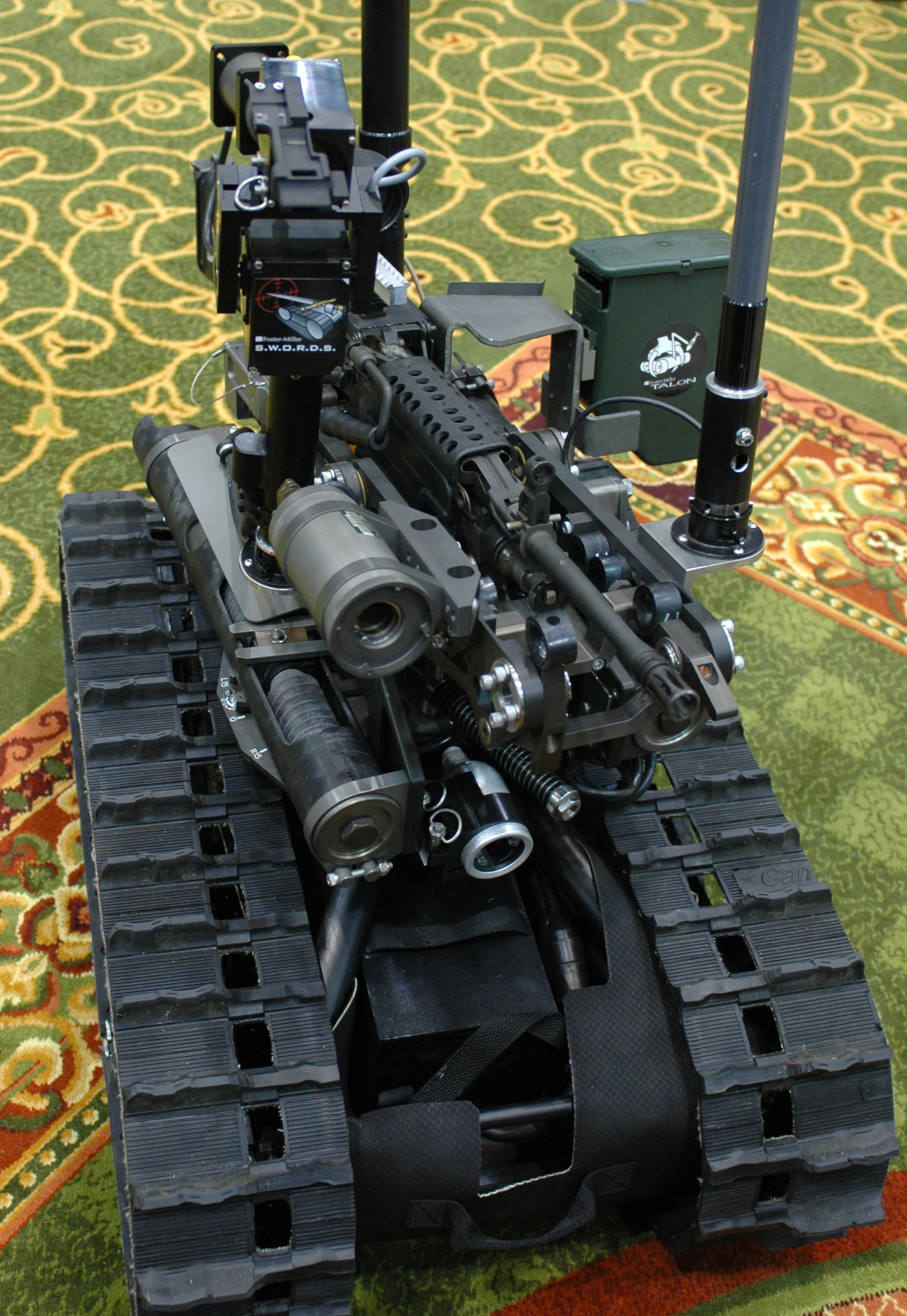
SWORDS — боевая система наблюдения и разведки

Мобильные робототехнические комплексы:
- ARV — семейство тяжёлых (свыше 13 тонн) боевых машин для американской армии.
- Guardium — беспилотный военный автомобиль.
- SWORDS — специальная боевая система наблюдения и разведки (сокращение от Special Weapons Observation Reconnaissance Detection Systems).
- Мобильный робот Wheelbarrow Mk7 (фирма Alvis Logistics, Великобритания)[21].
- Crusher (сокрушитель, разрушитель) — американская тактическая машина-робот[22].
- Gladiator TUGV — американский телеуправляемый тактический робот.
- MULE — семейство лёгких (до 3,32 тонн) боевых машин различного типа американской фирмы Lockheed Martin(сокращение от Multifunction Utility Logistics Equipment)[23].
- Telemax — автоматический робот фирмы Rheinmetall, Германия.
- MarkV-A1 — робот для обезвреживания мин фирмы Northrop Grumman Corporation, (США).
- MAARS (сокращение от Modular Advanced Armed Robotic System — модульная улучшенная вооружённая роботизированная система)[24].
- Робот-санитар или робот-эвакуатор[25].
- Многофункциональные боевые роботы фирмы «iRobot Corporation» — PackBot, SUGV, Warrior[26][27].
- да МРК-27БТ, МРК-27ВУ, МРК-27Х, МРК-25 «Кузнечики», МРК-25УТ, МРК-25М, МРК-46, МРК «ЧХВ-2», «Мобот-Ч-ХВ» (последний работает в условиях повышенной радиации) (Специальное Конструкторско-Технологическое бюро Прикладной Робототехники МГТУ им. Баумана).
- Мобильные робототехнические комплексы «Варан», «Вездеход ТМ-3», «Кобра-1600» и «Мангуст» (НИИ Специального машиностроения МГТУ им. Н. Э. Баумана).
- Робот-сапер «Богомол»[28].
- Мобильный робототехнический комплекс лёгкого класса для обезвреживания взрывоопасных предметов (РНЦ «Курчатовский институт»).
- Мобильный робототехнический комплекс (МРК) (название в разработке «Волк-2»). Разработан ОАО «Ижевский радиозавод».
- Нерехта — боевой робототехнический комплекс.
- Платформа-М — российский роботизированный комплекс.
- Семейство роботов Уран разработки ОАО «766 УПТК», предназначенных для разминирования, тушения пожаров и боевых действий.
- Самоходный роботизированный противотанковый комплекс (СРПТК) «Богомол», разработан белорусскими конструкторами и предназначен для круглосуточного поражения в автоматизированном режиме укреплённых наземных целей, танков, бронемашин и зависших вертолётов. Машина может оснащаться различными типами противотанковых ракет с радиокомандной системой управления или с проводной системой.
- Роботизированный огневой комплекс «Берсерк» разработан в Беларуси и вооружён спаренными четырёхствольными скорострельными авиационными пулемётами ГШГ-7,62. Боевой робот предназначен для уничтожения малоразмерных беспилотных летательных аппаратов и живой силы противника на дальности до 1000 метров.
- Уран-6 — робототехнический комплекс разминирования (робот-сапёр).
- Уран-9 — боевой многофункциональный робототехнический комплекс на гусеничном ходу.
- Уран-14 — робототехнический комплекс пожаротушения.

### Морские (надводные или подводные)
На данный момент существует ряд разработок в области создания водных боевых роботов. Основными задачами роботов подобного типа являются автоматическое патрулирование, разведка, охрана береговой линии и портов, поиск мин. Наиболее известные водные роботы, разработанные для военных целей:
- Transphibian — автономный необитаемый подводный аппарат, предназначенный для осуществления операций на мелководье, прибрежной зоне, а также на глубине. Основные задачи робота — поиск мин, охрана портов и осуществление автоматизированного надзора[29].
- Гном — телеуправляемый подводный аппарат класса micro для проведения поисково-спасательных работы и осмотра потенциально опасных объектов без риска для жизни человека.
- REMUS (сокращение от Remote Environmental Monitoring Unit System) — робот — подводная лодка, работает на глубине 100 м, около 20 часов и управляется с помощью двух операторов[30].
- Торпеда Кит для автоматического поражения авианосцев на дальности до 100 км, без какого-либо внешнего вмешательства со стороны выпустившей её подлодки.

## Правовой аспект
ООН
Возможность появления автономных систем вооружений является предметом дискуссий в Организации Объединённых Наций (ООН) в контексте международного гуманитарного права (МГП). В Управлении ООН по вопросам разоружений создана специальная Группа правительственных экспертов по летальным автономным системам. Дебаты, развернувшиеся среди экспертов группы в 2021 году, свидетельствуют об отсутствии единства мнений из-за противоположных подходов разных государств. Одни из них выступают за полное запрещение автономных вооружений, а другие исходят из позиции, что действующее МГП не нуждается во внесении изменений в связи с появлением автономных систем.
США
1 марта 2021 года Комитет по безопасности применения ИИ (англ. National Security Commission on AI) направил Президенту и Конгрессу доклад, в котором рекомендуется отвергнуть запрет на применение автономных систем вооружения на основе ИИ.
В докладе говорится, что использование ИИ позволит «сократить время принятия решений» в тех случаях, когда человек не способен действовать достаточно быстро. Комитет также высказал опасение, что Китай и Россия вряд ли станут соблюдать договор о запрете на применение ИИ в военном деле.

## Изображения
Мобильный робототехнический комплекс МРК-46 на учениях частей и подразделений войск радиационной, химической и биологической защиты на Шиханском полигоне:

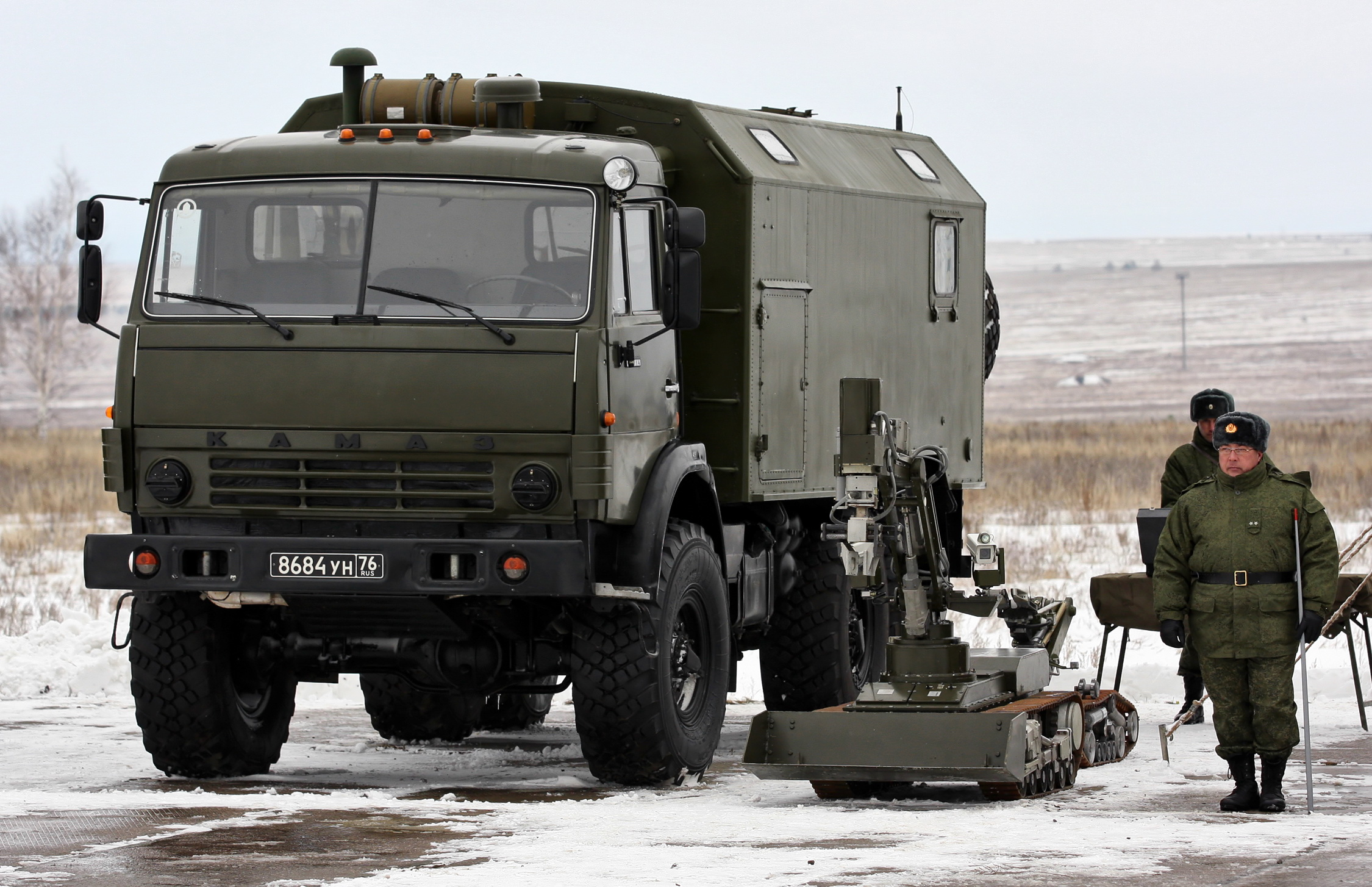
Комплекс МРК-46
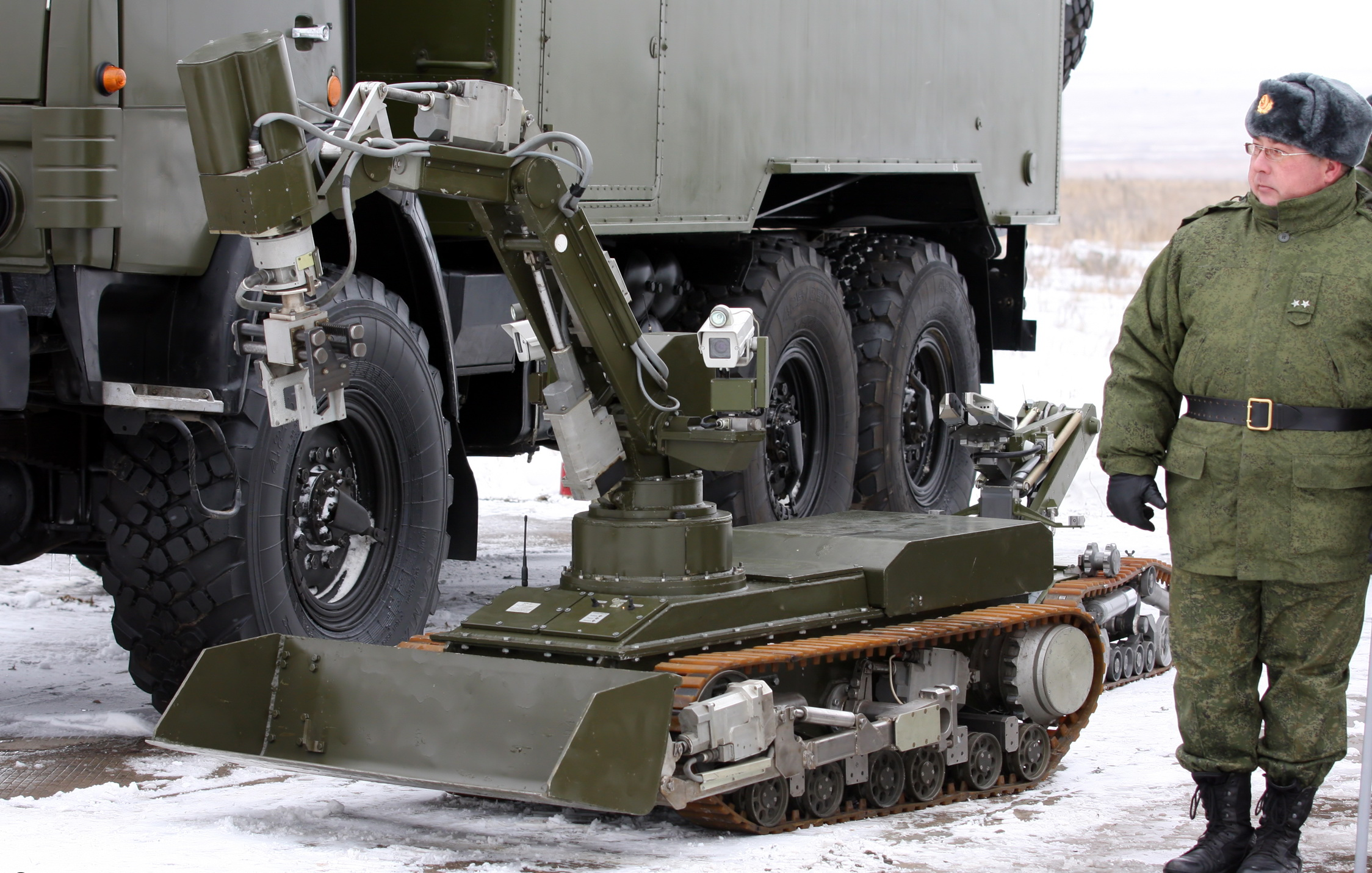
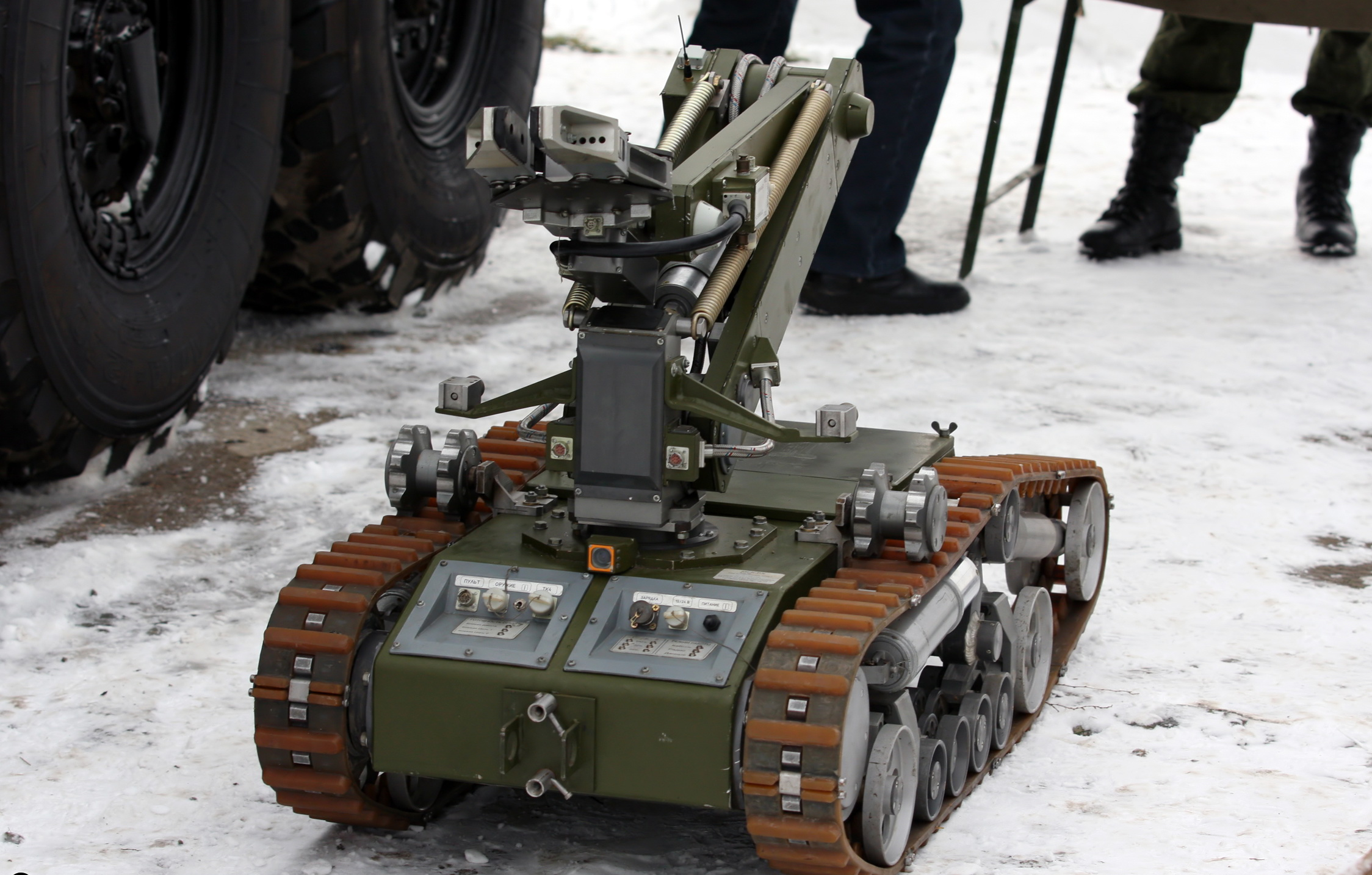
Робот МРК-РХ
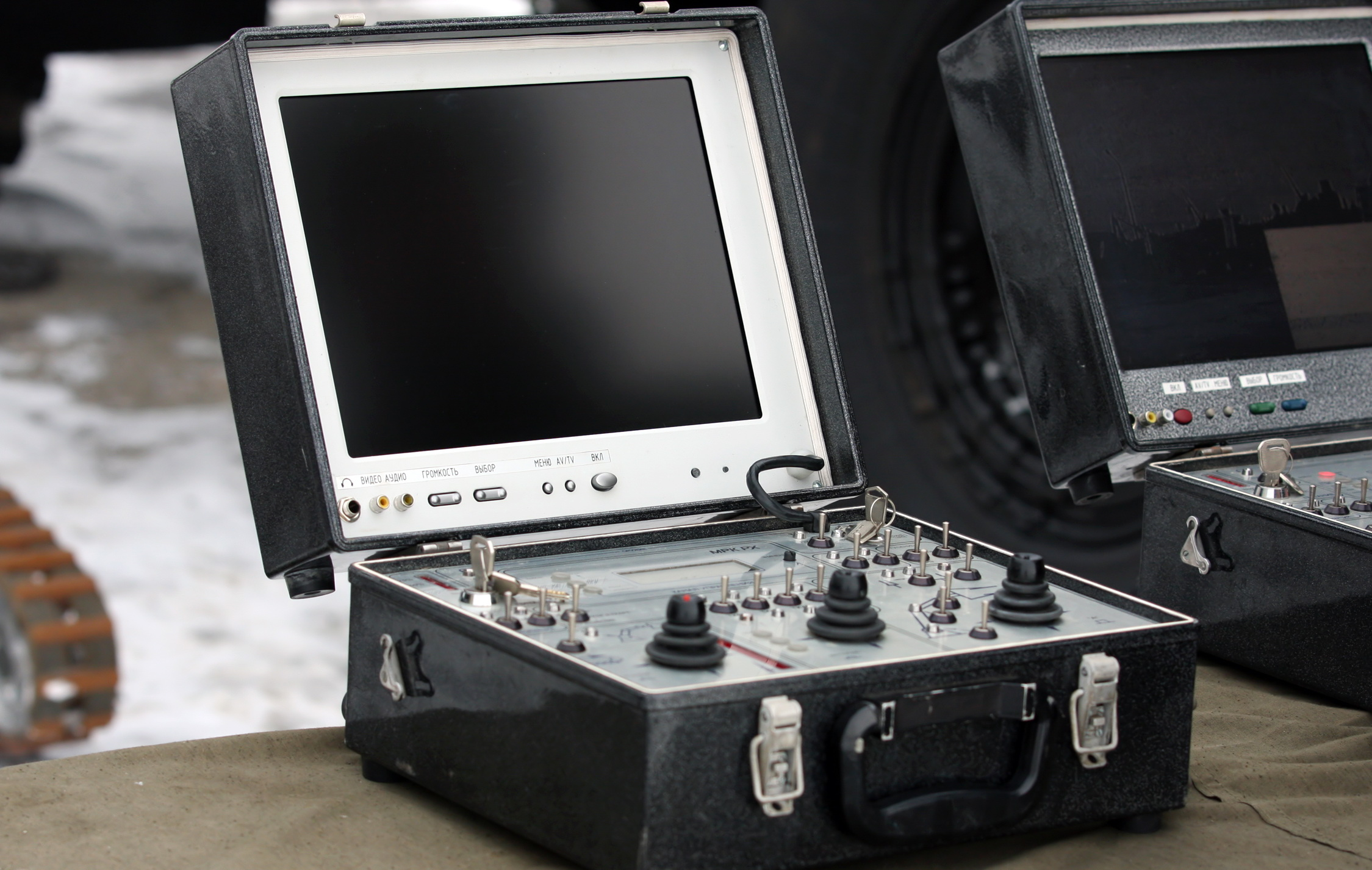
Пульт управления МРК-РХ

## В кинематографе
- Терминатор

### Комментарии
1. ↑  В состав комитета входят: Andy Jassy — генеральный директор корпорации Amazon; Andrew Moore и Eric Horvitz — директора по АИ компаний Google и Microsoft, соответственно и Safra Catz — генеральный директор Oracle. Возглавляют комитет Eric Schmidt  — бывший генеральный директор Google и Robert Work — бывший заместитель министра обороны США